# Escultura de Francia

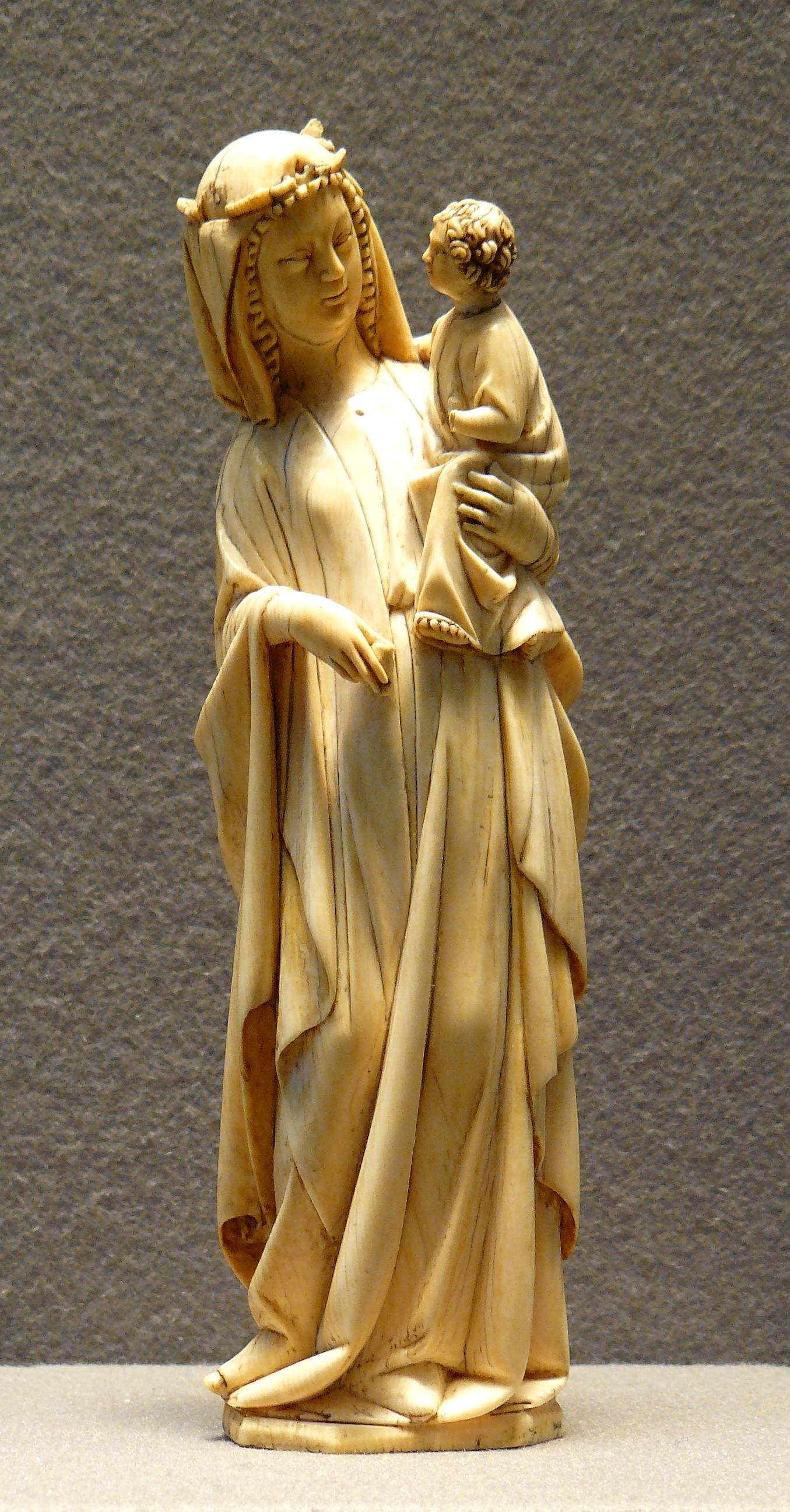
Virgen y Niño, marfil francés de finales del, de 25 cm de alto, curvado para adaptarse a la forma del colmillo de marfil.

La escultura francesa consiste en la escultura (incluida estatuaria, tallas de artesanía en madera, orfebrería y alguna cerámica) originaria de la zona geográfica de Francia. La Francia moderna fue el centro principal europeo del arte del Paleolítico Superior, luego dejó muchos monumentos megalíticos, y en la Edad del Hierro muchos de los hallazgos más impresionantes del arte celta temprano. El período galorromano dejó un estilo distintivo de escultura provincial, y la región alrededor de la frontera franco-alemana moderna llevó al Imperio a la producción masiva de alfarería romana antigua finamente decorada, que se exportó a gran escala a Italia y otros lugares. Con el arte merovingio comenzó la historia de los estilos franceses como un elemento distintivo e influyente en el desarrollo más amplio del arte de la Europa cristiana.
Se puede decir que Francia fue líder en el desarrollo del arte románico y gótico antes de que el Renacimiento llevara a Italia a convertirse en la principal fuente de desarrollos estilísticos hasta que Francia igualara nuevamente la influencia italiana durante el Barroco tardío y el Neoclasicismo y luego recuperara el papel principal en las artes desde el siglo XIX hasta mediados del XX.

## La escultura prehistórica

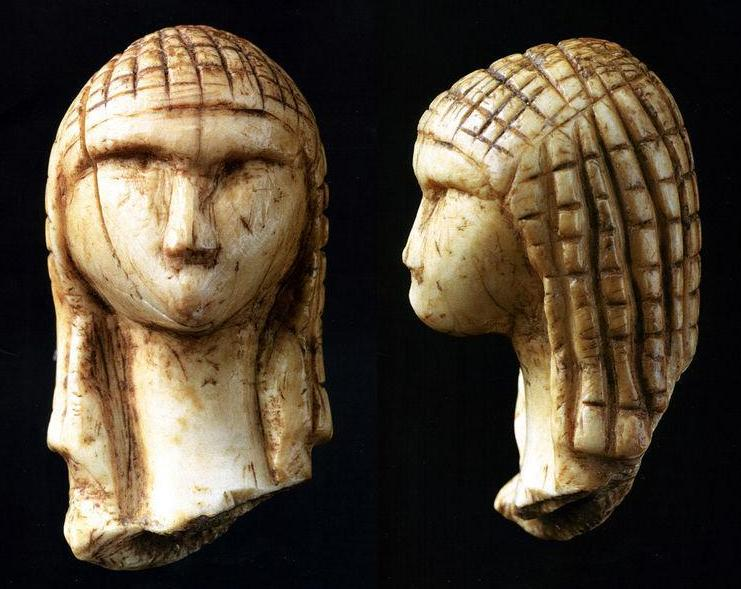
Dama de Brassempouy, del Paleolítico superior
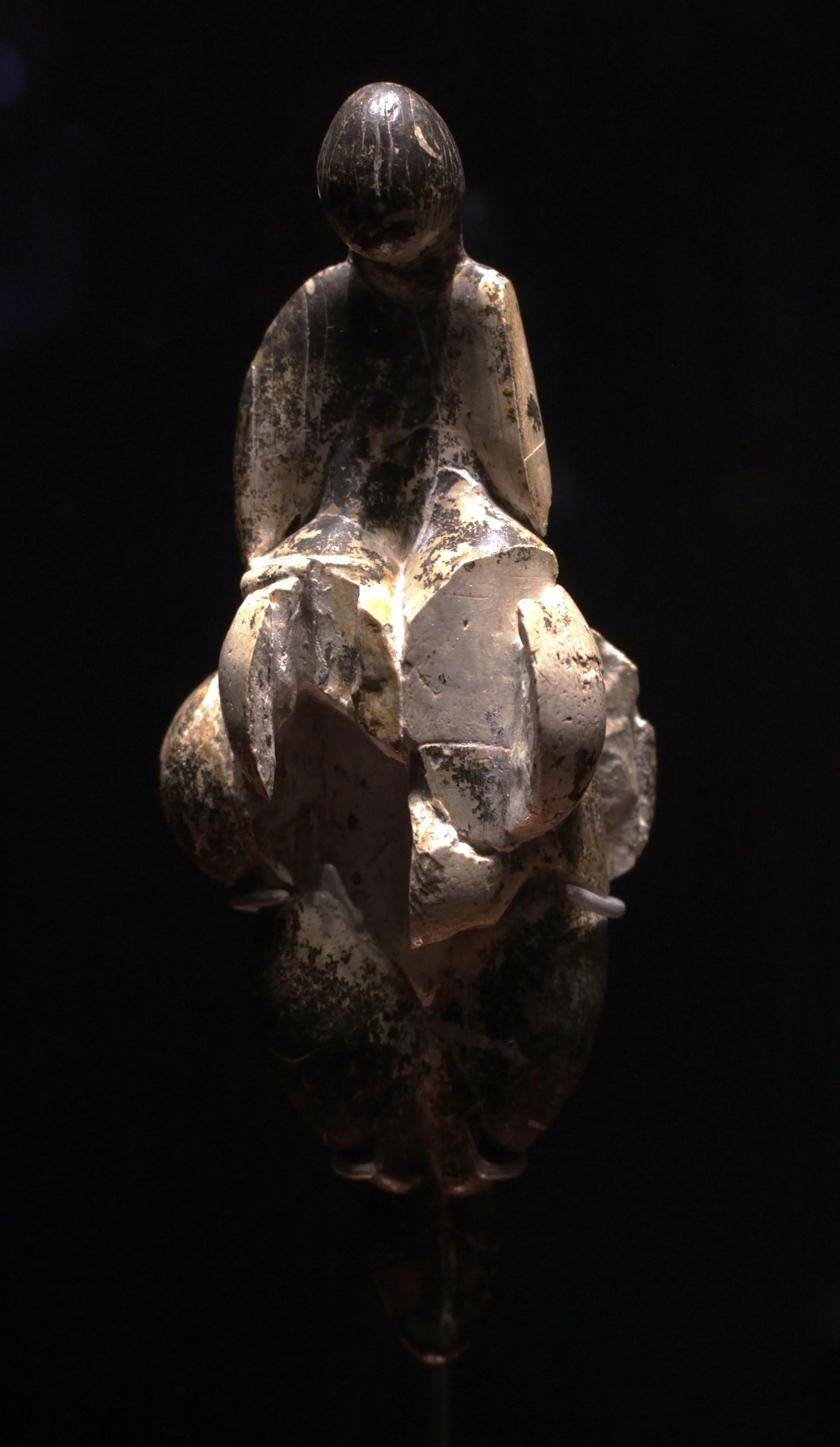
Venus de Lespugue, otra de las Venus paleolíticas
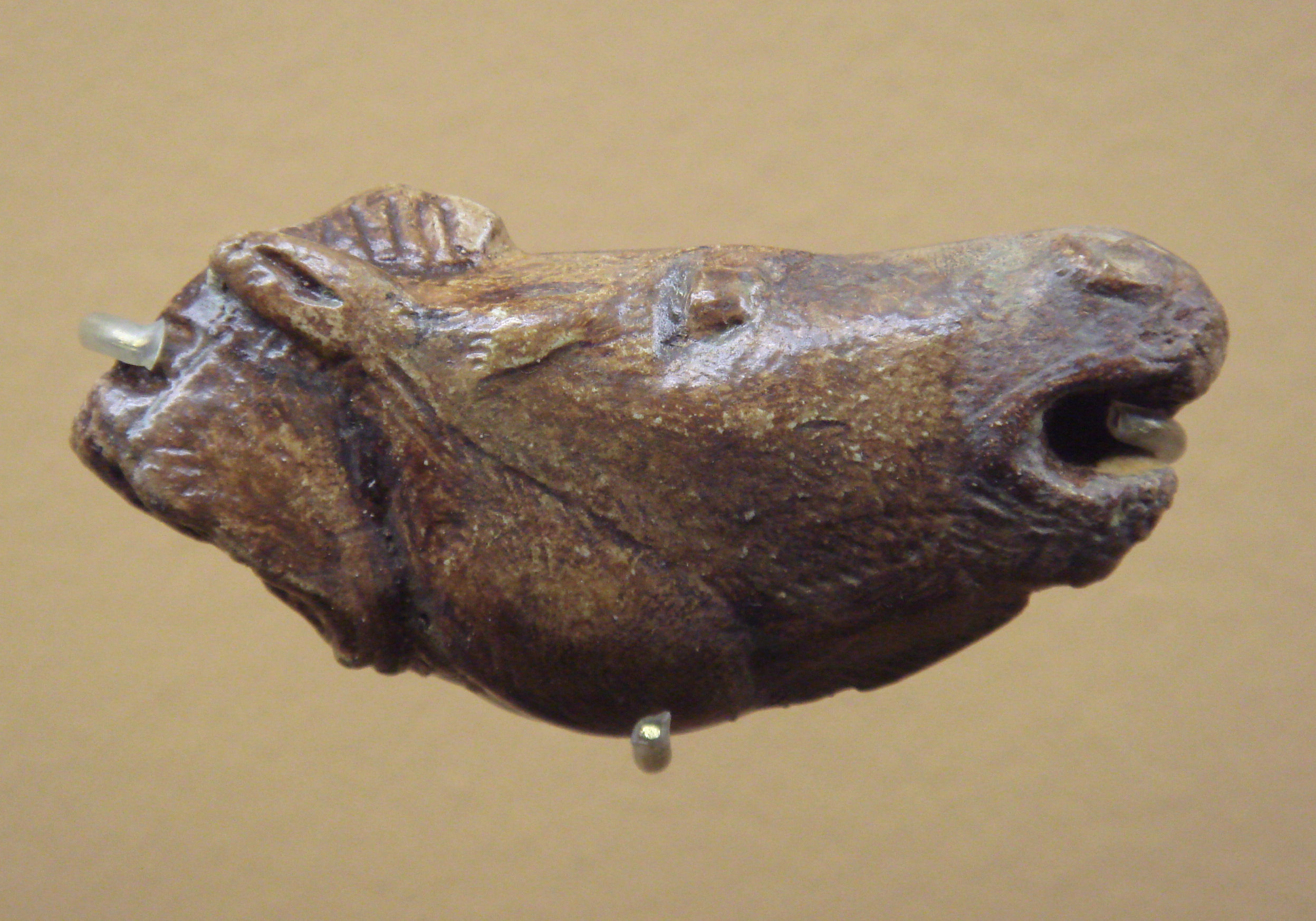
Cabeza de caballo tallada encontrada en la cueva de Mas d'Azil (Museo Nacional de Arqueología
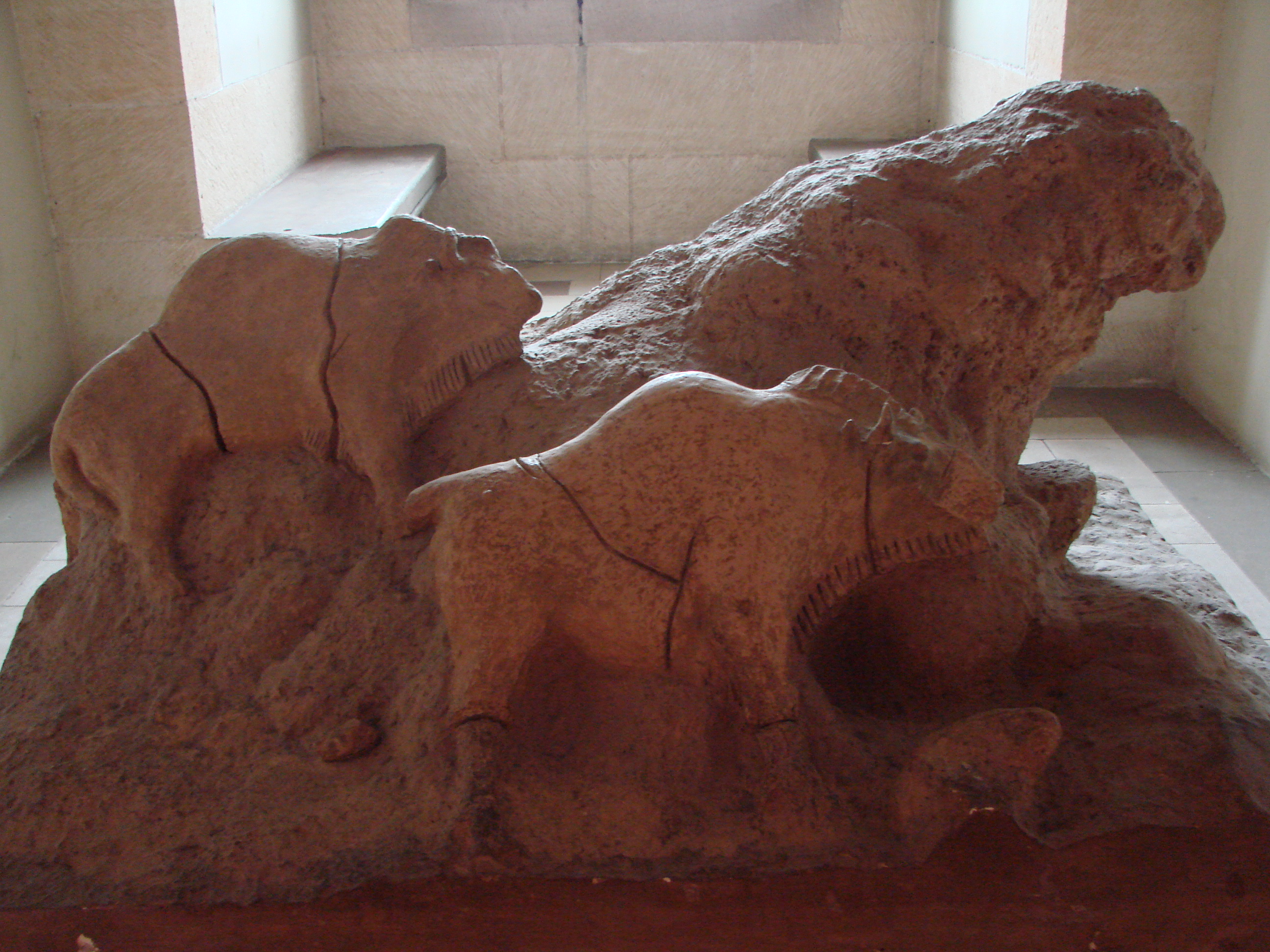
Reproducción de bisontes hechos de arcilla (Magdaleniense), cueva de Tuc d'Audoubert en Ariège

## La escultura en la Galia antigua

### Período prerromano
El arte de la escultura fue poco desarrollado entre los galos: no quedan más que unas pocas estatuillas de terracota recogidas en museos o colecciones privadas.
Los monumentos del arte griego en la Galia, en las factorias que habían establecido allí, también son muy escasos. Un raro ejemplo de escultura griega en la Galia es el de la Diana que está hoy en la Villa Albani, en Roma.

### Escultura en la era galorromana

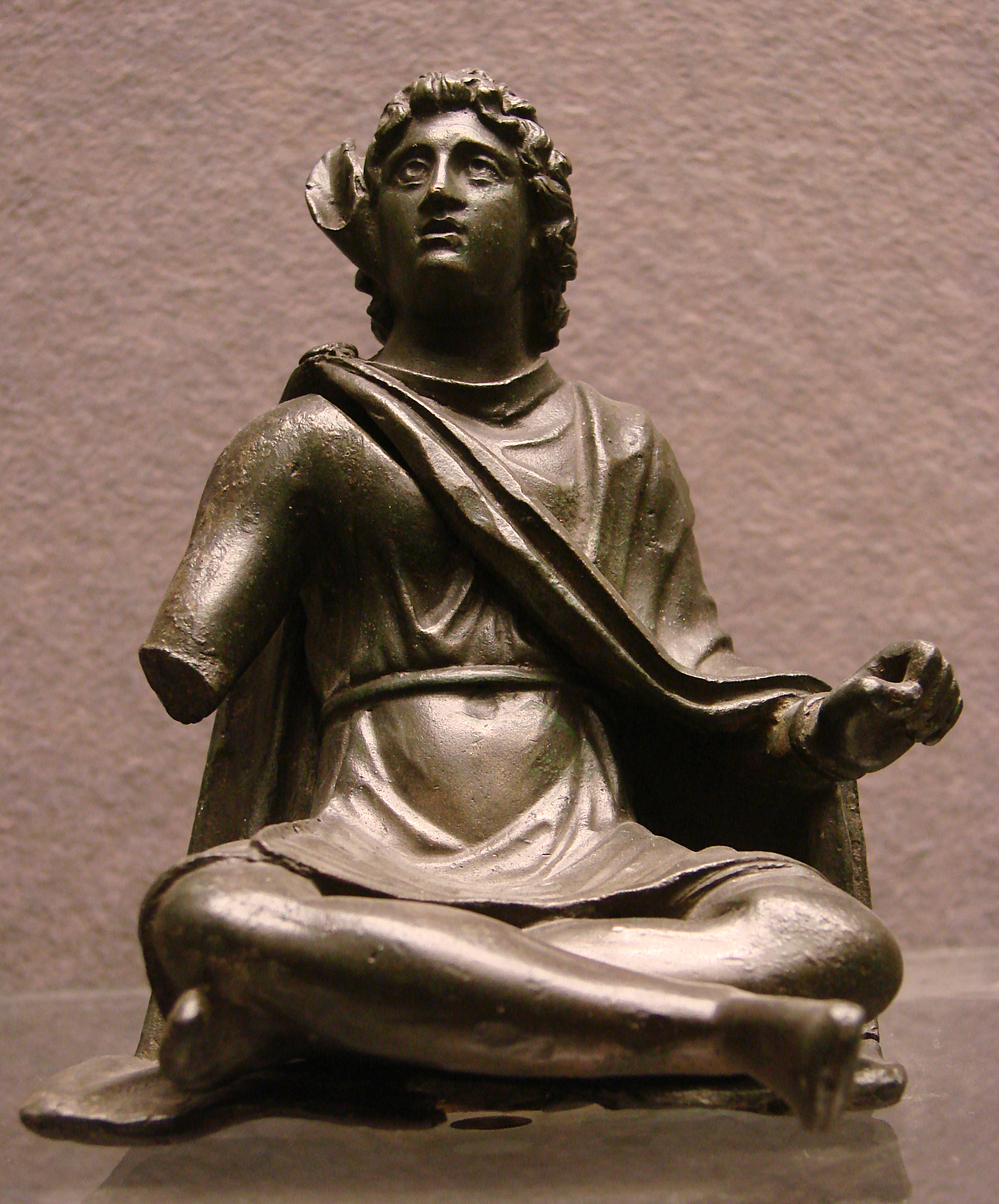
Dios galo con oreja cérvida, siglo I

Una forma de escultura gálica encontrada en abundancia es la de los ex-votos, como los bosques tallados de las fuentes del Sena o los de la fuente de las Rocas, habiéndose encontrado así miles de exvotos tallados en madera. Los exvoto de piedra generalmente se consideran más tardíos que las maderas talladas, ya que las estatuaria de madera habría sido en general, a pesar de las excepciones (como en Montlay-en-Auxois), abandonada en Galia desde finales del siglo I.
Con la llegada de los romanos y la integración de la Galia en el Imperio, una forma de escultura galo-romana surgió en la Galia, siguiendo en gran parte los códigos de la escultura romana madugada de símbolos galos. Se crearon esculturas de piedra para los templos y, sobre todo, se desarrolló una gran producción de estatuillas de bronce. Sin embargo, destacan algunas peculiaridades celtas. Así, si bien algunas de las estatuillas galas siguen fielmente las representaciones romanas contemporáneas, y las divinidades celtas (a menudo amalgamadas con las deidades romanas) fueron representadas de pie o sentadas en un trono a la imagen de los dioses romanos, algunos dioses galeses, como Cernunnos, fueron representados con las piernas cruzadas.
Durante la dominación romana, un escultor llamado Zénodore, reputado por sus pequeñas figuras y jarrones de una minuciosidad delicada, levantó en la ciudad de Arvernes un Mercurio colosal. El emperador Nerón lo hizo llamar a Roma para encargarle su propia estatua.

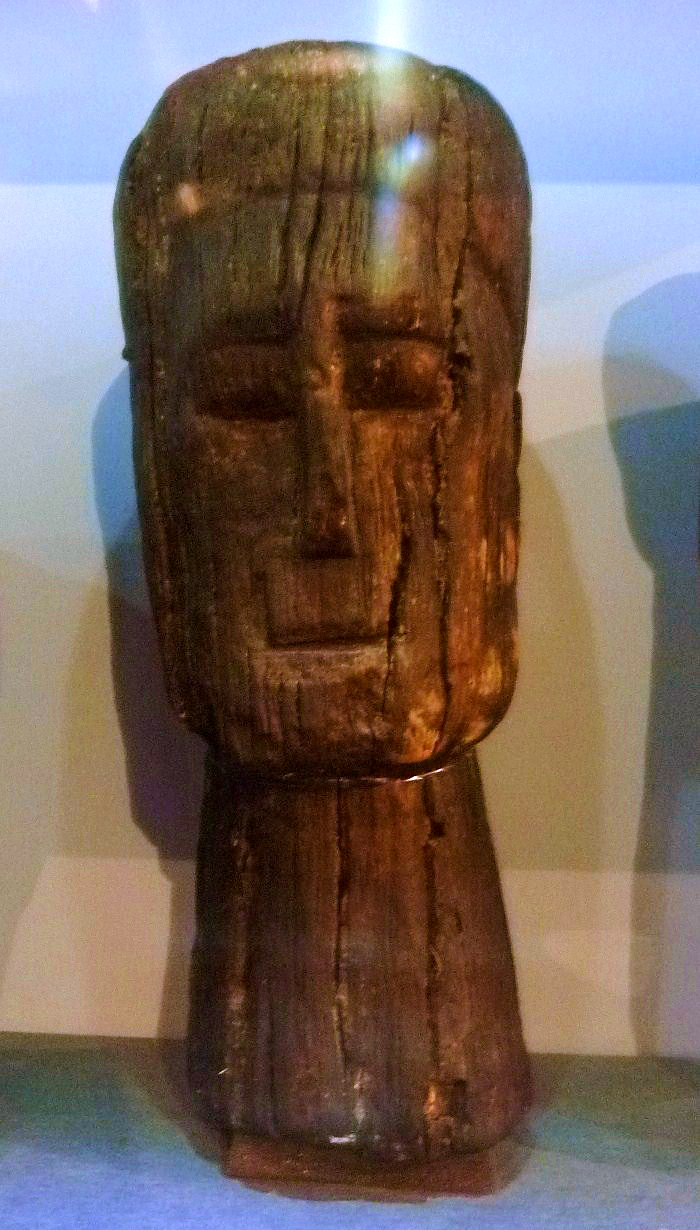
Madera tallada de las fuentes del Sena, Museo arqueológico de Dijon
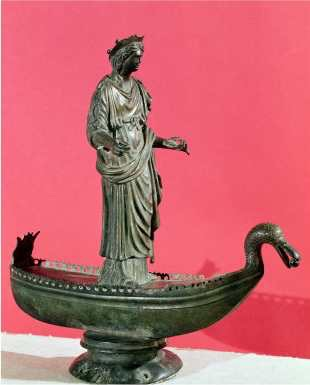
Sequana en su bote de pato, siglo I sur son bateau-canard, Ier siècle.
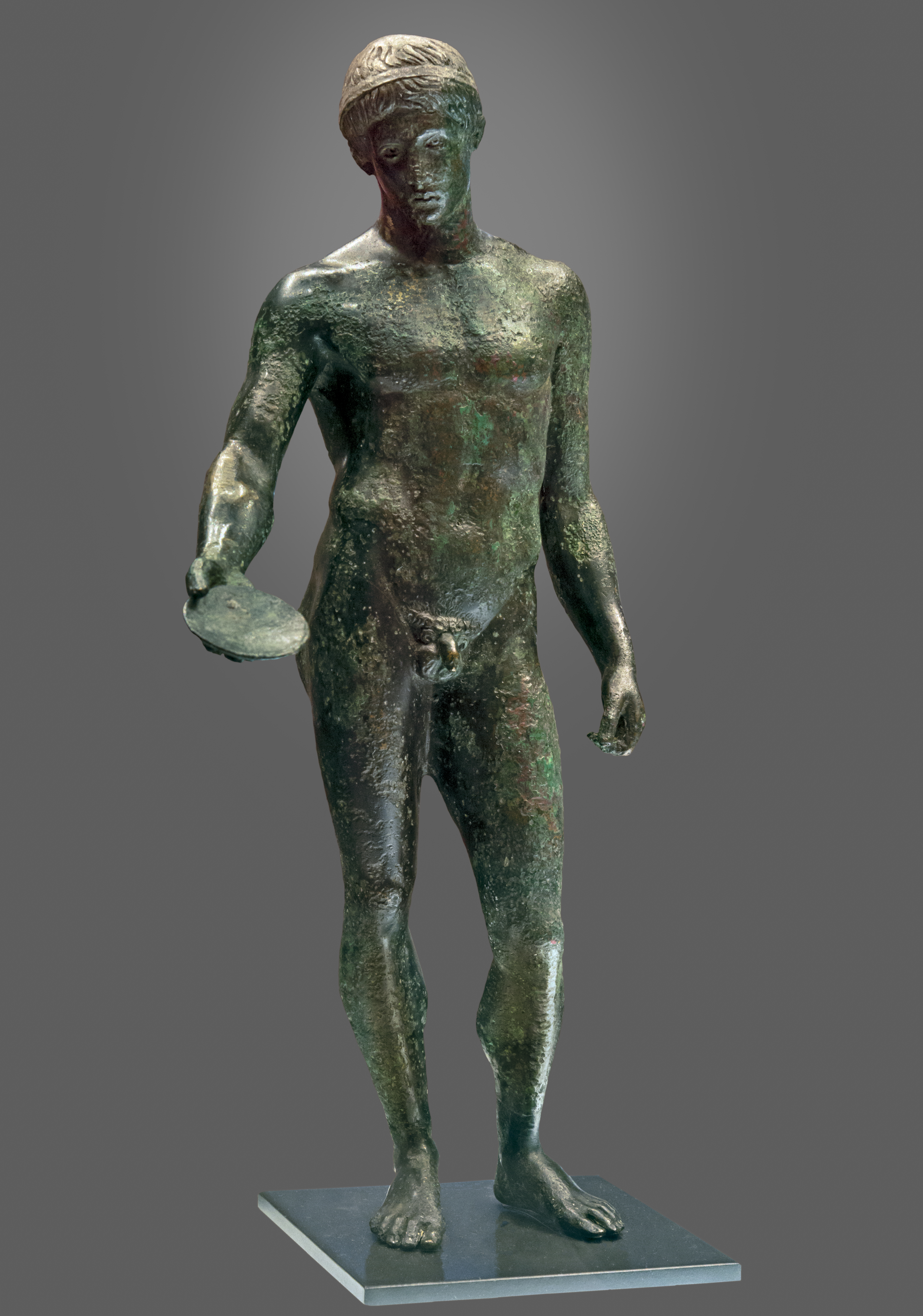
Efebo libando, bronce del siglo IIi/III, Musée Saint-Raymond
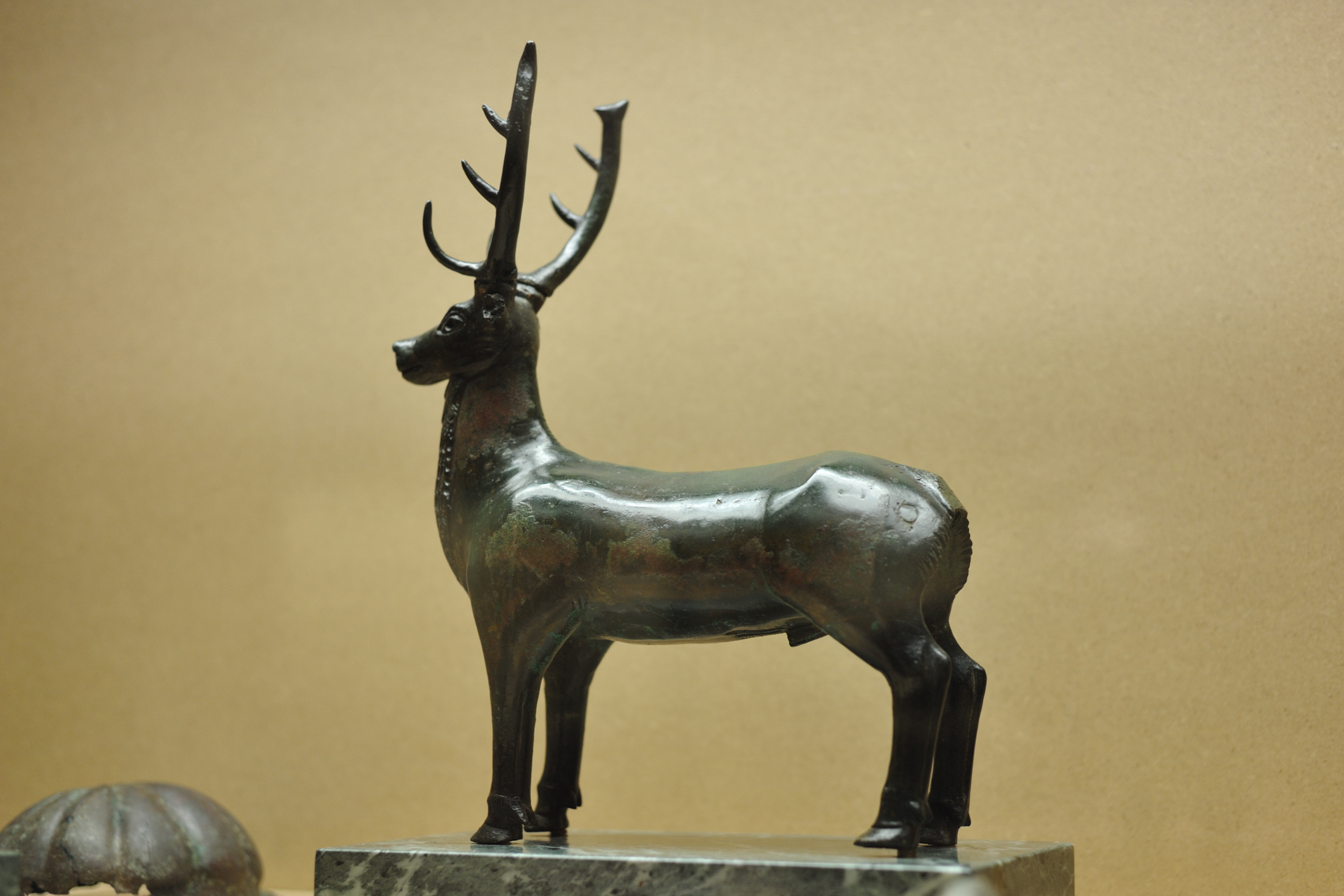
Ciervo, estatua en aleación cuprosa (siglo I a.C./siglo I) descubierta en Neuvy-en-Sullias en 1861 y expuesta en el museo historique et archéologique del Orléanais, Orléans

## La escultura francesa en la Edad Media

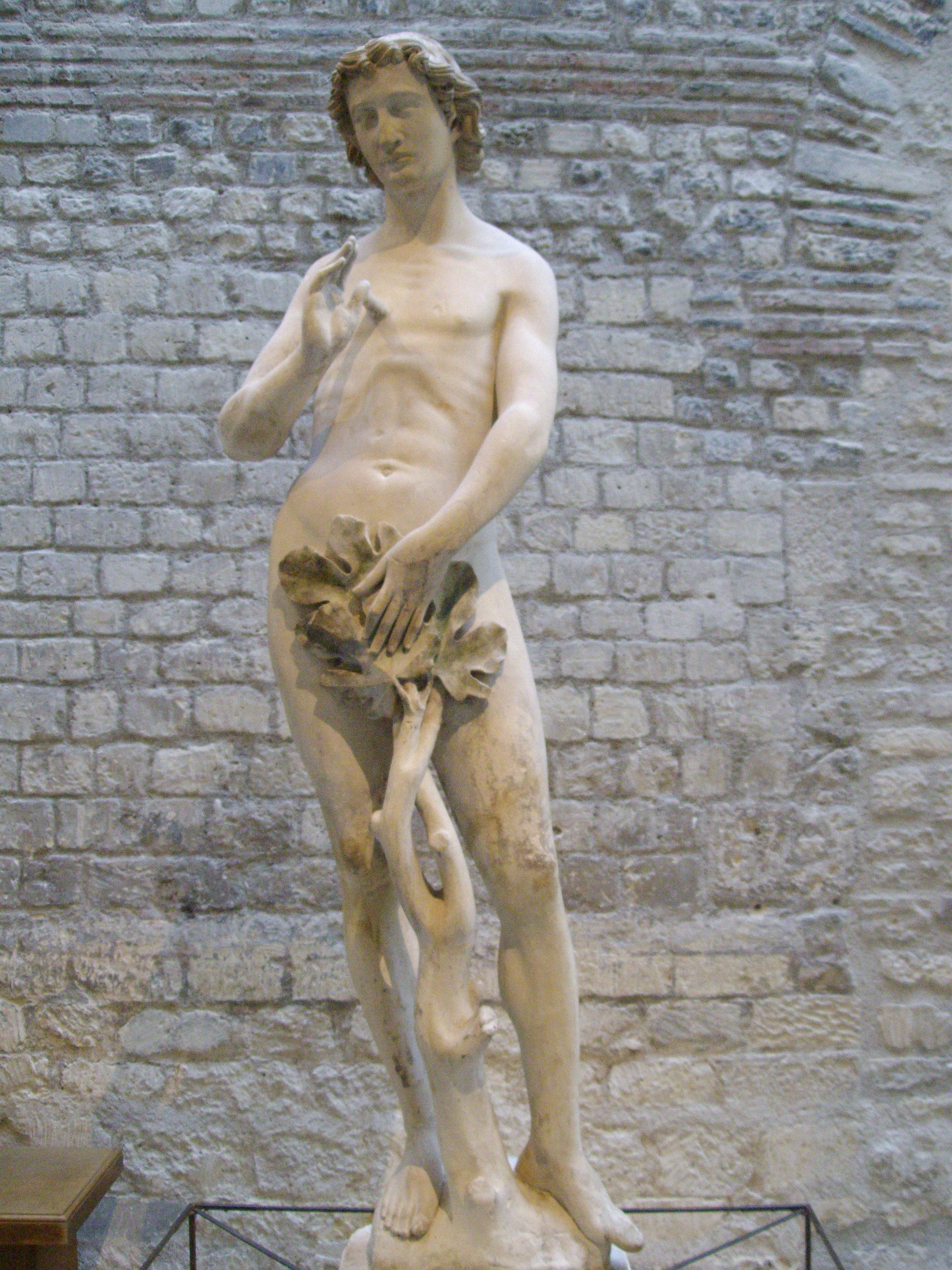
Adam, hacia 1260, proveniente de la catedral de Notre-Dame de París.

La escultura en la Edad Media, ya sea en Francia o en el resto de Europa y el mundo cristiano, estaba íntimamente ligada al mundo religioso y, más específicamente, a la arquitectura religiosa en la que frecuentemente encajaba. Los nombres de la mayoría de los escultores de esa época, especialmente de los períodos más antiguos, son ahora desconocidos, habiendo sido una gran parte de las obras creadas de forma anónima.
Las decoraciones de las iglesias servían para destacar su importancia y la de las ciudades donde se construyeron, pero también tenían una función pedagógica. En un momento en que gran parte de la población era analfabeta, transcribían en sus paredes, tanto a través de las esculturas como de las vidrieras coloreadas, la historia y la naturaleza del mundo, así como la de la misma iglesia, tal como eran percibidas en ese momento. Servían para la instrucción de las multitudes, siendo verdaderos libros en piedra y vidrio. Las escenas más frecuentemente representadas, además de las proporcionadas por la vida de Jesús, eran la Pesada de las almas, las vírgenes prudentes y las vírgenes insensatas, los siete pecados capitales, las Penas del infierno y el Juicio final. Se representaban además la genealogía de la Virgen a través de la serie de los reyes de Judea, la vida de los Santos, especialmente la del patrón(a) de la iglesia en cuestión, considerados como hechos históricos reconocidos. Por eso era lógico también la presencia de estatuas de reyes, reinas, personajes nobles, obispos, abades y otros benefactores de las iglesias, que marcaban su poder temporal, pero que también eran parte de la lógica de la Edad Media, en la continuidad histórica de la Biblia.
Las estatuas y los bajorrelieves solían estar pintados. Todavía hay algunos ejemplos notables de esta escultura policromada, como los bajorrelieves de los coros en las catedrales de París y de Amiens o las estatuas de la iglesia de Avioth, en el Mosa.
El período cubierto por la Edad Media es muy amplio ya que abarcaba un entero milenio. Los historiadores del arte lo han estudiado tradicionalmente dividiéndolo en nueve movimientos o períodos principales, de los que cinco conciernen a Francia y, por lo tanto, a la escultura francesa. Son los siguientes:
- escultura paleocristiana
- escultura prerrománica
- escultura románica
- escultura cisterciense
- escultura gótica

### Escultura paleocristiana en Francia

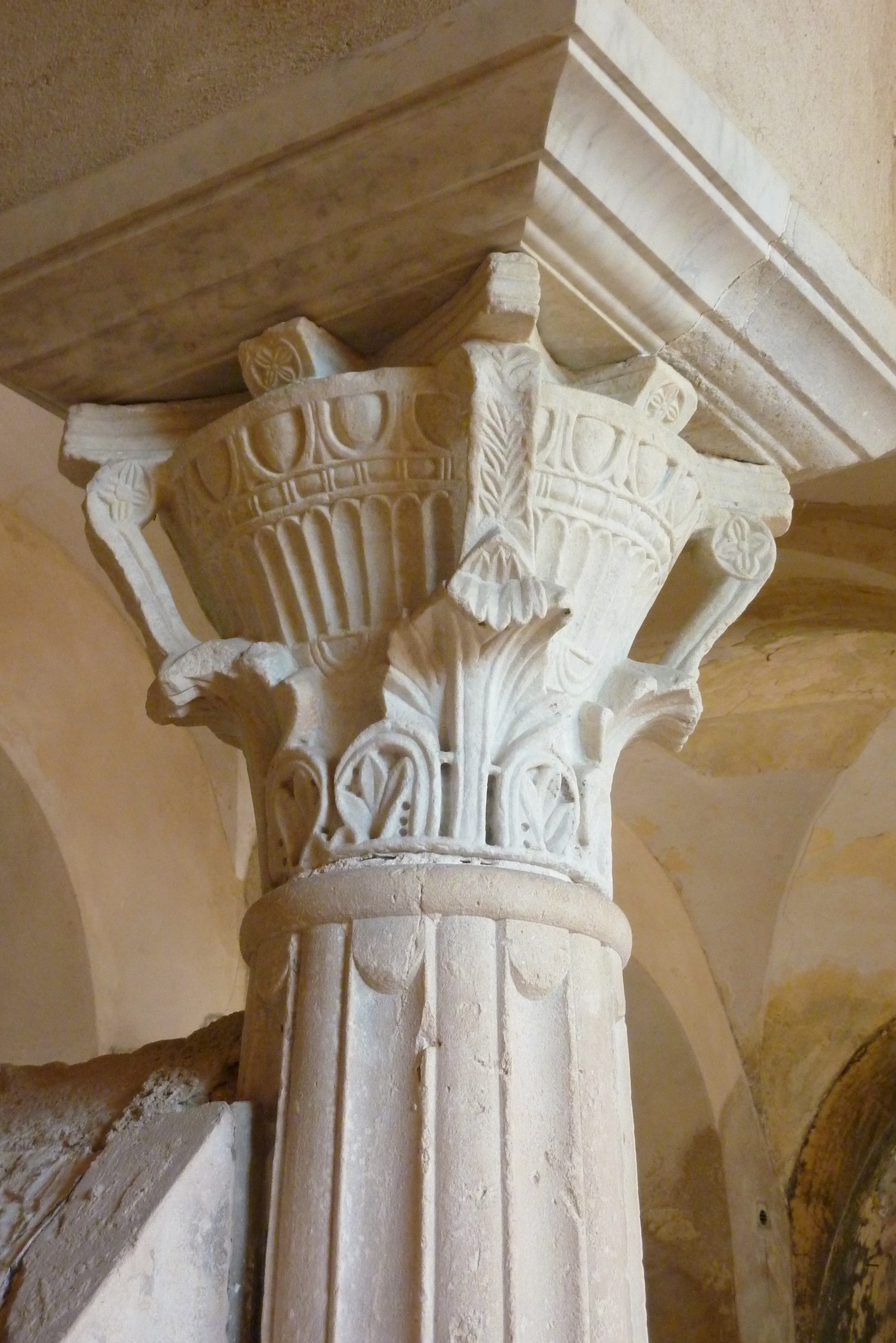
Capitel de la cripta merovingia de Notre-Dame de Jouarre

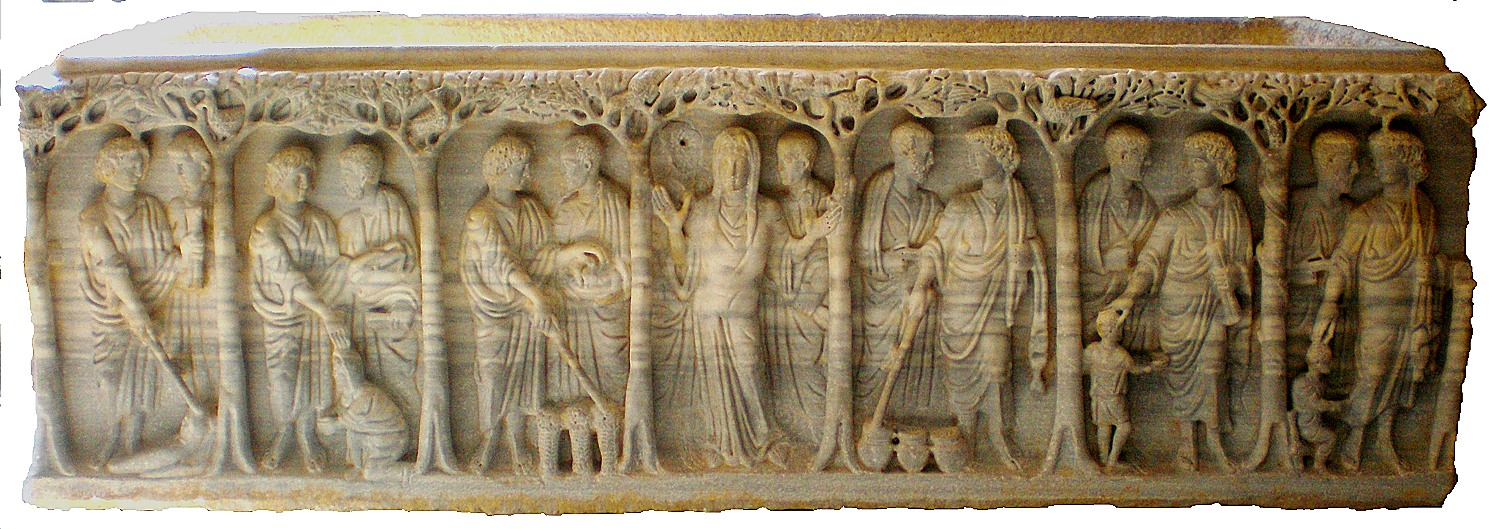
Milagros de Cristo - Sarcófago aux arbres, (ca. 375) - Musée de l'Arles et de la Provence antiques, Arlés

El arte paleocristiano abarca el período desde el año 200 aC (antes del cual no sobrevive ninguna obra cristiana), hasta finales del siglo VII y principios del siglo VIII, cuando las conquistas árabes y la iconoclasia bizantina interrumpieron la producción de arte en el Este. Durante este período, los artistas cristianos adoptaron los saberes romanos de la pintura, mosaico, escultura y trabajos del metal. En Francia, el arte paleocristiano a menudo se confunde con el arte merovingio.
La escultura en el período merovingio retrocedió hasta el punto de no ser más que una mera técnica de ornamentación de sarcófagos, altares o del mobiliario eclesiástico. El abandono gradual de la incineración en favor de la inhumación (que en el transcurso del siglo III predominaba en todo el Imperio), que seguía siendo la prerrogativa de las familias ricas debido a su costo, entrañó un desarrollo particularmente importante de la escultura funeraria, especialmente de la realización de muchos sarcófagos. Los tres tipos más comunes de sarcófagos «paganos» también se usaron para hacer los sarcófagos cristianos: 1) de friso, 2) columnares; 3) de strigils. El clipeus, que lleva el retrato del difunto o un epígrafe, aparece muy rápidamente en los sarcófagos cristianos. Pero estos tipos evolucionarán con el tiempo. El strigilous perdió rápidamente su forma oval, pero permaneció esencialmente fiel a la disposición original de la decoración. El tipo de friso se organizará en registros horizontales con un clipeus en el centro. En el curso del siglo IV , el tipo columnar se volvió más complejo en su ornamentación arquitectónica y algunas veces fue reemplazado por elementos vegetales.

### Escultura prerrománica en Francia

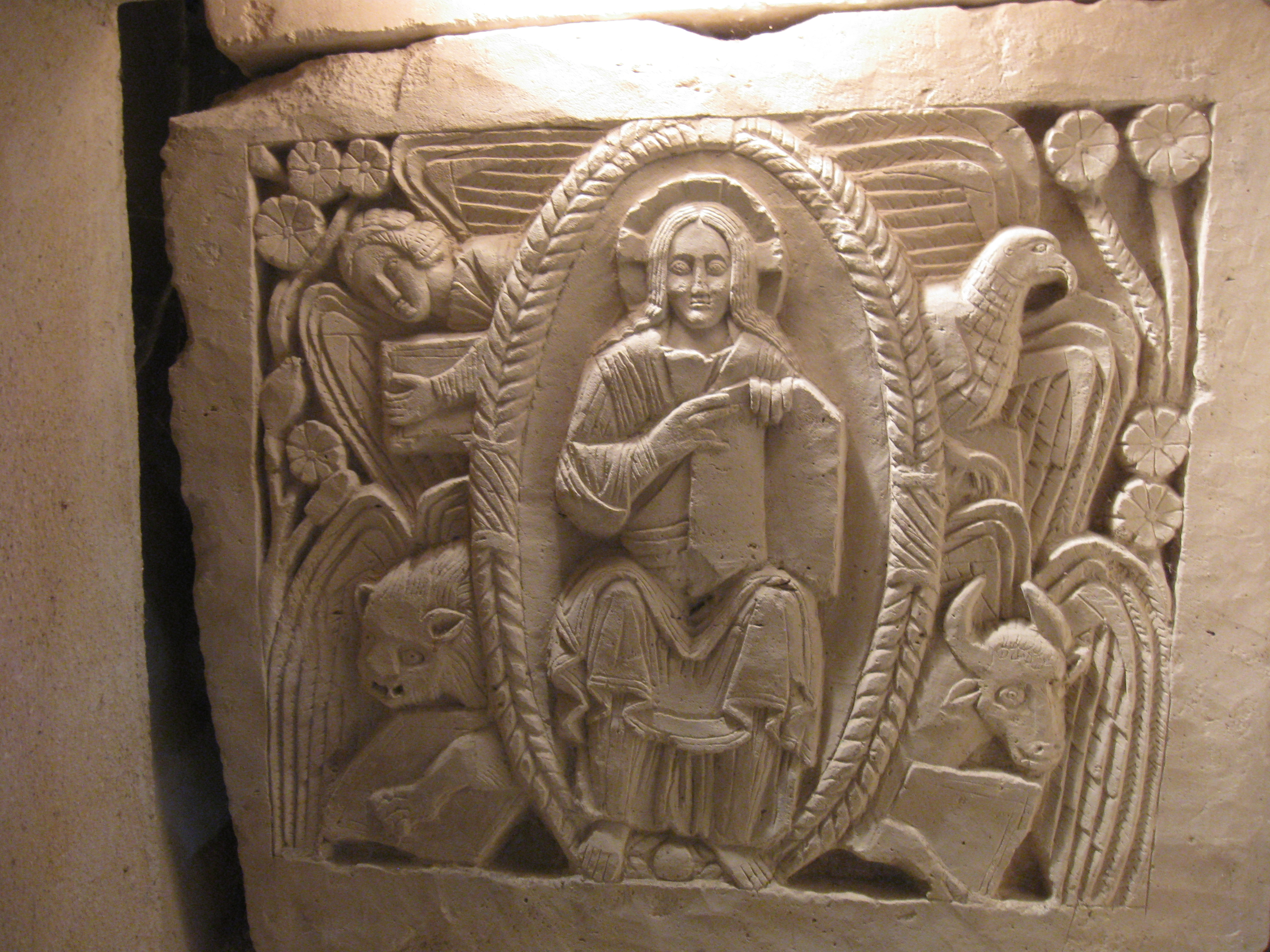
Criptas de Jouarre

Estatua ecuestre de Carlomagno, Louvre

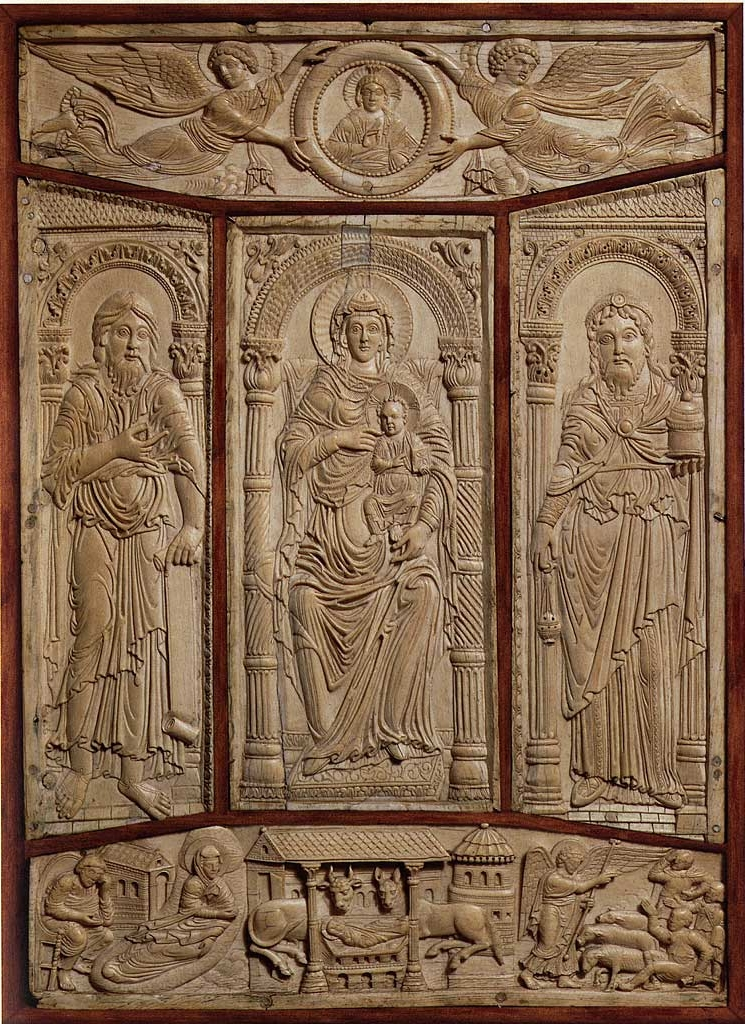
Cubierta de marfil de los Evangelios de Lorsch

En la Galia merovingia, las decoraciones talladas aparecen en las tumbas más ricas, donde algunos prefieren el enterramiento en sarcófagos a menudo trapezoidales adornados con cruces y motivos geométricos hasta el siglo VII, y cubiertos con follajes vegetales hasta el final del período merovingio. En el Hipogeo de las Dunas, en un relieve muy plano, hay una decoración de follajes, peces, una trenza que termina en una cabeza de serpiente, figuras aladas, los símbolos de los Evangelistas y dos personajes fijados a dos cruces. El estilo de estas esculturas es similar a las obras visigodas del siglo VII o al de los monumentos del norte de Italia. Este conjunto muestra el grado de mezcla cultural de las élites merovingias entre una cultura clásica alimentada por elementos mediterráneos y el arte del entrelazado definiendo las novedades plásticas de la Alta Edad Media occidental.
La fundación en el norte de la Galia de numerosos monasterios en el siglo VII dio lugar a múltiples experiencias arquitectónicas. La cripta Saint-Paul de Jouarre fue fundada por Agilbert, obispo de París alrededor del año 673. Su sarcófago está decorado con Cristo con los símbolos de los Evangelistas y una gran escena con personajes en alto relieve aclamando a Cristo.
El arte prerrománico se desarrolló durante el período que abarca desde la coronación de Carlomagno en 800 hasta el comienzo del período románico en el siglo XI. Durante este período, las influencias del arte romano clásico se absorbieron activamente y el arte carolingio se convirtió en la cepa de la que emergeran más adelante el arte románico y el gótico. De la escultura carolingia, solo han sobrevivido algunos raros relieves arquitectónicos, obras de orfebrería y placas de marfil, ya que la mayoría de los edificios antiguos fueron reemplazados en los periodos románico y gótico.
En particular, los escultores carolingios crearon portadas de libros de marfil con temas inspirados en gran parte por pinturas de la Antigüedad tardía. Su número particularmente alto compensa la ausencia casi total de escultura carolingia.
Carlomagno dio vida al arte del bronce en Francia cuando creó las fundiciones en Aquisgrán, donde se hicieron las puertas de la capilla del palacio, a imitación de un modelo romano. Una de las obras maestras de esta época es la famosa estatua ecuestre en bronce dorado con incrustaciones de hilos de oro de Carlomagno (o de su nieto Carlos el Calvo), haciendo referencia a antiguos retratos ecuestres. El molde de esta estatua, el único bronce sobreviviente del siglo VIII , se hizo en 3 partes —el caballo, la cabeza y el cuerpo— que fueron ensambladas después.
La escultura de piedra siguió siendo una imitación hábil de las obras antiguas, siendo los grandes centros de escultura Lorsch y Aix-la-Chapelle. Una obra maestra de piedra todavía existente es el cierre del coro de Saint Pierre-aux-Nonnains, en Metz.

### Escultura románica en Francia

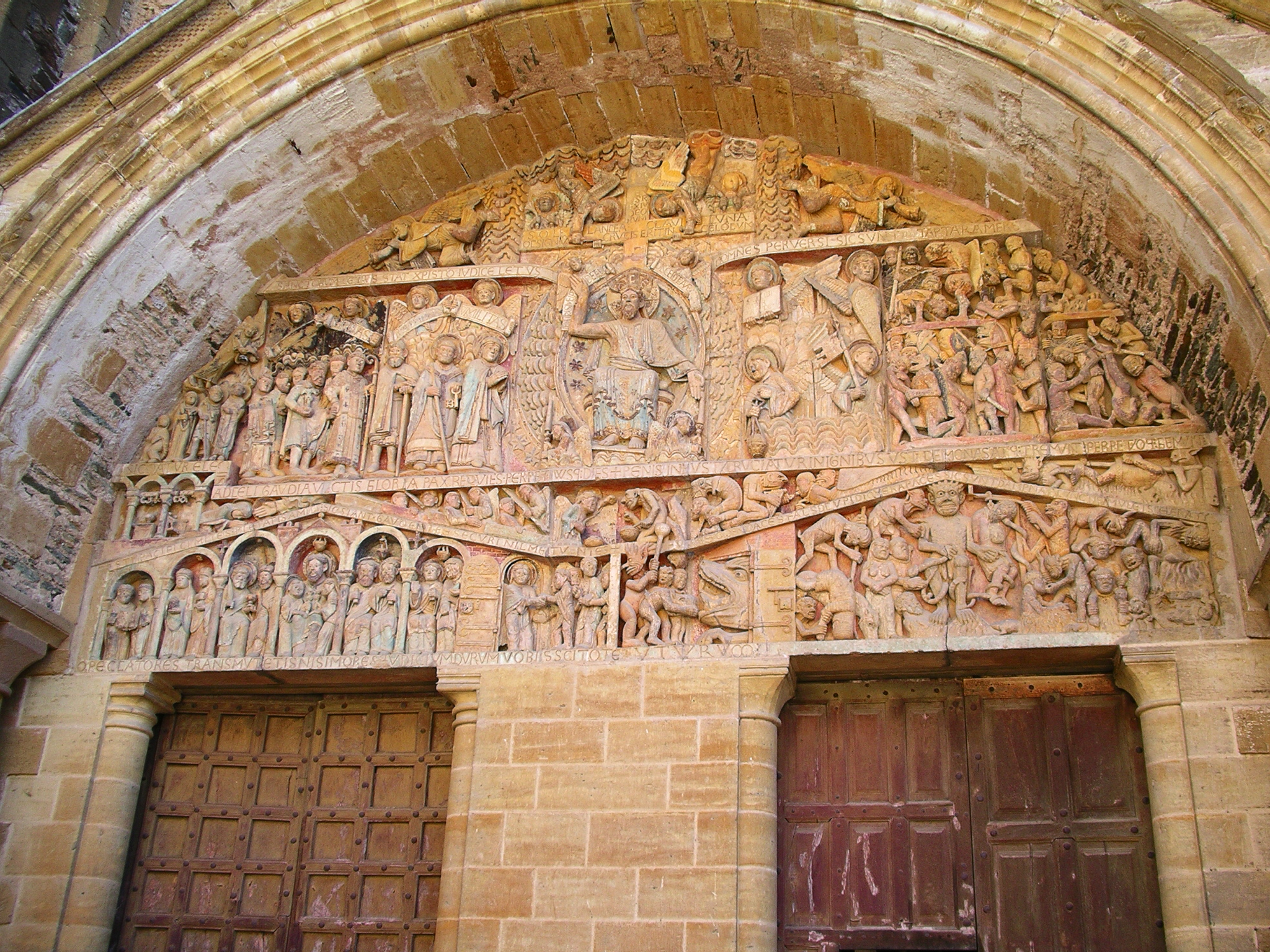
Tímpano tallado de la iglesia abacial de Sainte-Foy

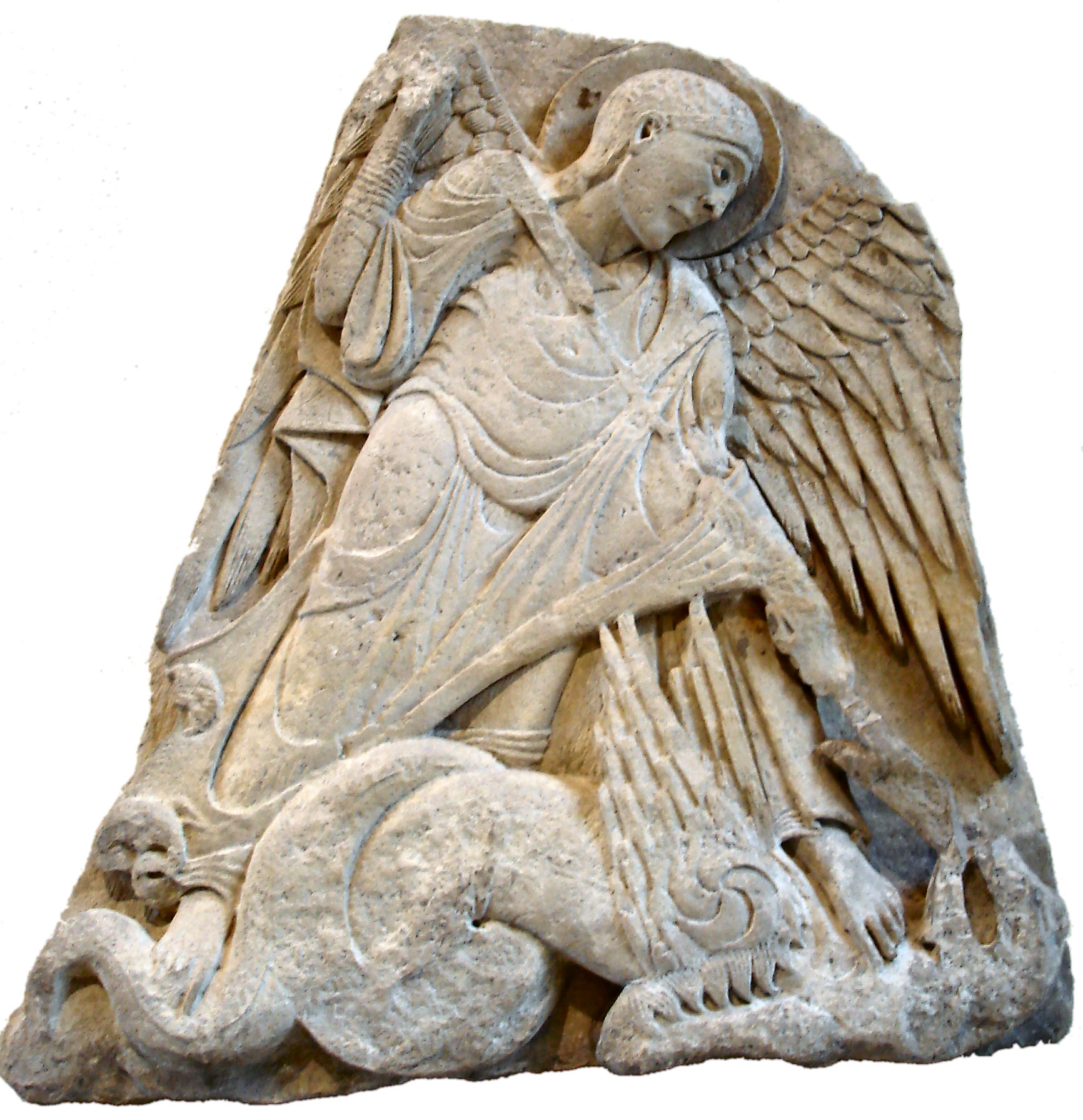
Saint Michel terrassant le dragon, Borgoña,, museo del Louvre

El arte románico cubre el período de Europa occidental que va desde el siglo XI hasta finales del siglo XII , principalmente en Francia, Italia y España, y que luego se extendió con la expansión de los grandes movimientos monárquicos en el norte de Europa, Inglaterra e Irlanda. Este período fue un momento de fusión de los estilos que lo precedieron, especialmente carolingio, y cuyas influencias orientales, especialmente sasánidas, fueron fusionadas y apropiadas en los motivos cristianizados.
La escultura primero decoró los capiteles en criptas, claustros e iglesias antes de tener su lugar en las fachadas de las iglesias a finales del siglo XI, a la manera de los antiguos arcos de triunfo, convirtiéndose entonces en «monumental». Tenía una virtud pedagógica, la de enseñar las vidas de los apóstoles y de los santos e ilustrar pasajes del Antiguo Testamento. Está inspirada en los bajorrelieves y capiteles romanos, pero especialmente en las imágenes colocadas en los manuscritos iluminados y en los objetos de orfebrería.
Entre los escultores franceses, o que trabajaron en Francia, cuyos nombres se conocen en este período, se encuentran el Maestro de Cabestany , Bernard Gilduin, Gislebert, Unbertus, Gofridus, Raymond de Bianya y Gilabertus de Toulouse.
La escultura sobre capitel se extiende a partir del año mil, aunque sus comienzos fueron tímidos: en las iglesias italianas de la primera mitad del siglo XI se retoma el modelo corintio, más o menos estilizado (marquesina con palmetas). Otros lugares (Borgoña, Cataluña) experimentan los capiteles con entrelazado y hojas de acanto. Pero pronto aparecen animales y figuras antropomórficas, incluso si siguen siendo poco frecuentes antes de 1050 (abadía de Saint-Benoît-sur-Loire). La basílica Saint-Sernin de Toulouse (segunda mitad del siglo XI) conserva 260 capiteles románicos. Son muchos los edificios que tienen conjuntos esculpidos, destacando:
- la fachada de la iglesia Notre-Dame la Grande de Poitiers, considerada como una obra maestra del arte románico;
- el dintel de la abadía de Sant Genís de Fontanes (Pirineos Orientales), la escultura románica más antigua datada;
- abadía de Saint-Benoît-sur-Loire (Loiret), la torre-porche;
- abadía Saint-Pierre de Moissac (Tarn-et-Garonne), portal sur, hacia 1120;
- catedral de San Lázaro de Autun (Saône-et-Loire), portal occidental, hacia 1135;
- Catedral de Santa María de Olorón (Pyrénées-Atlantiques), portal occidental, hacia 1130;
- abadía de Mozac (Puy-de-Dôme), con sus 4/5 capiteles románicos de la nave y el capitel del antiguo coro románico representando la Resurrección, hacia 1130 ;
- abadía de Charlieu (Loire), portal norte, hacia 1170;
- catedral de San Pedro de Angulema (Charente), fachada entre 1115 y 1130;
- abadía de Beaulieu-sur-Dordogne (Corrèze), tímpano.

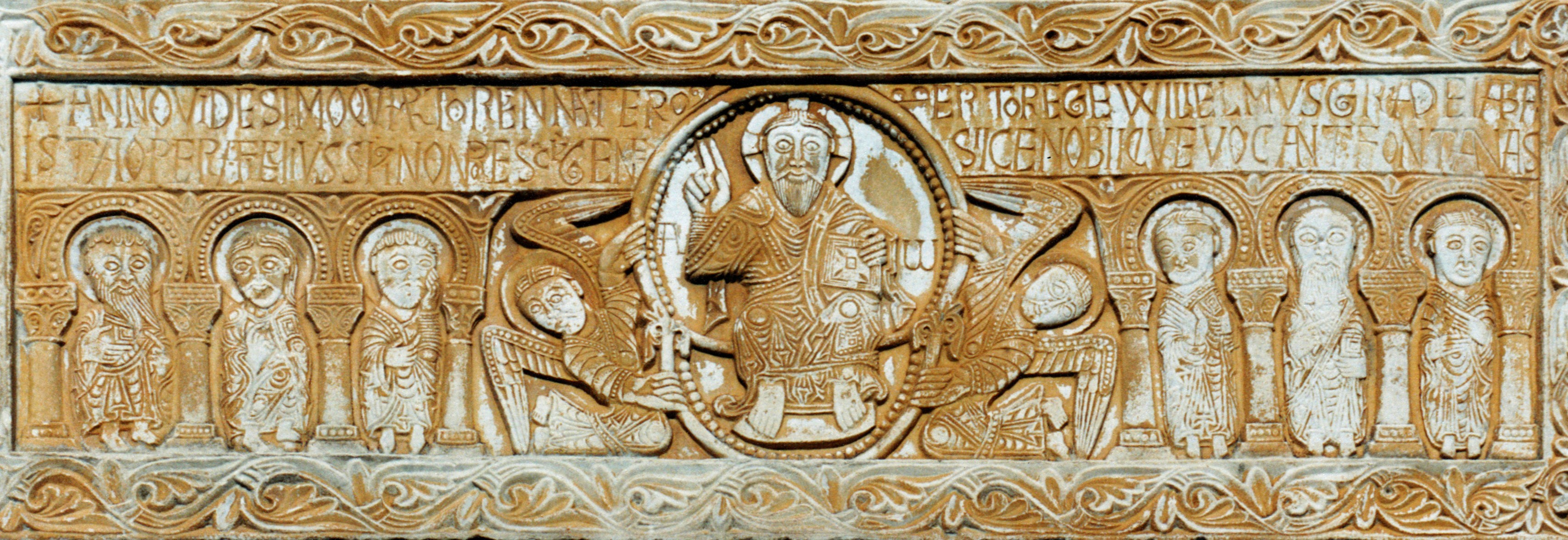
Dintel de la abadía de Sant Genís de Fontanes
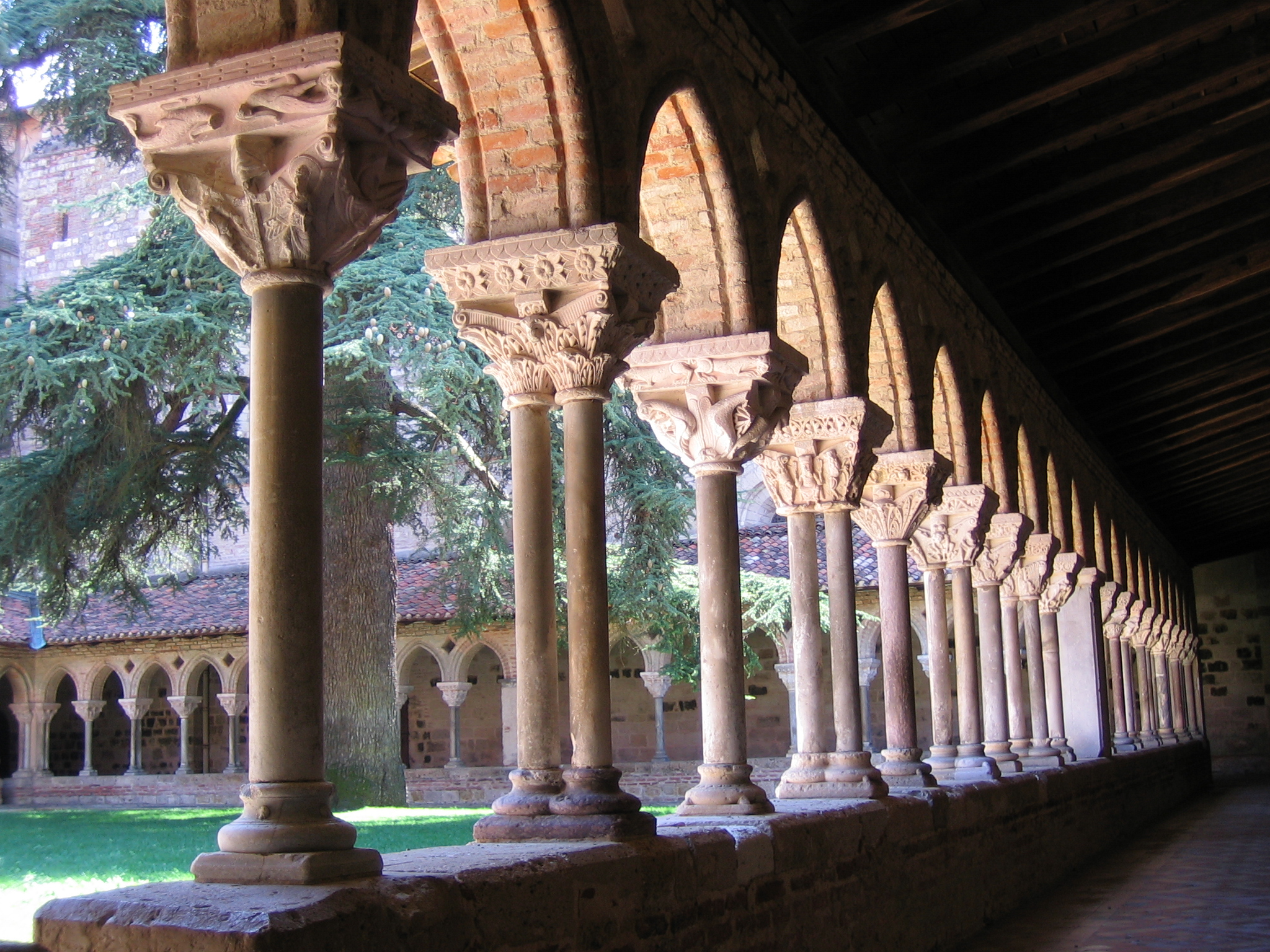
Conjunto de capiteles del claustro de la abadía de Moissac
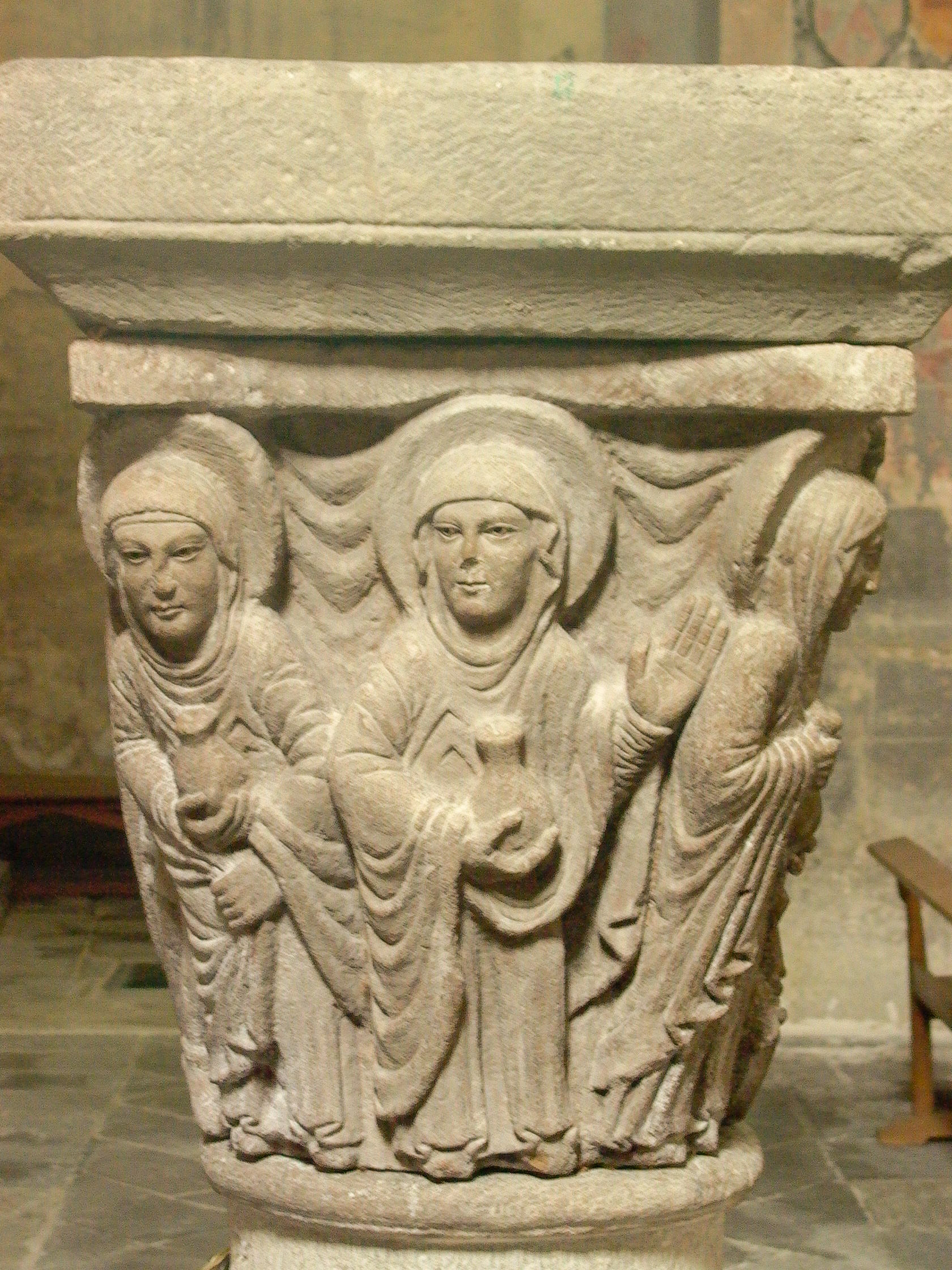
Capitel de la Resurrección de la abadía de Mozac

### Escultura cisterciense en Francia

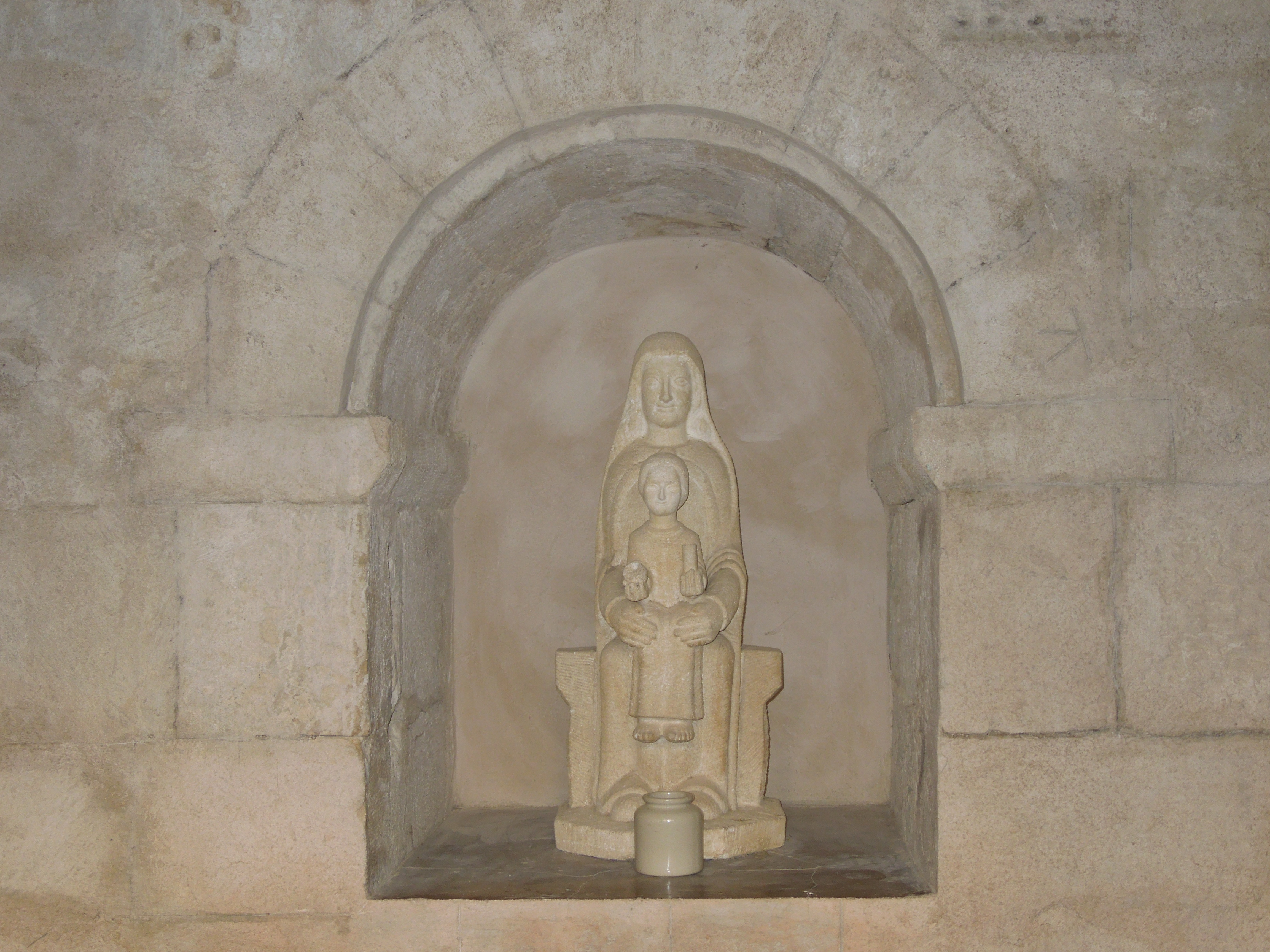
Vierge à l'enfant del claustro de la abadía de Sénanque (Vaucluse)

El arte cisterciense se desarrolló en respuesta a los excesos del arte románico desarrollado por Cluny y se caracterizó por un esteticismo refinado al extremo. En 1134, el Capítulo general, bajo la influencia de Bernardo de Clairvaux , prescribió además de una serie de medidas relativas al arte sacro, que los lugares sagrados no debían recibir ninguna decoración tallada o decorada. El éxito financiero de la orden, sin embargo, llevó a una proliferación de sitios de construcción y los edificios conventouales comenzaron a recibir más y más adornos, especialmente después de la muerte de Clairvaux en 1153. Por lo tanto, en la década de 1170, los conventos principales recibieron adornos
Sin embargo, la escultura en el arte cisterciense siguió siendo rara, y se limitaba esencialmente a ornamentaciones estilizadas y depuradas o algunas estatuas raras muy simples. Además, aunque las iglesias y las estatuas estuvieron pintadas generalmente en la Edad Media, este no fue el caso en el arte cisterciense, ya que el color estaba reservado a las iluminaciones.

### Escultura gótica en Francia

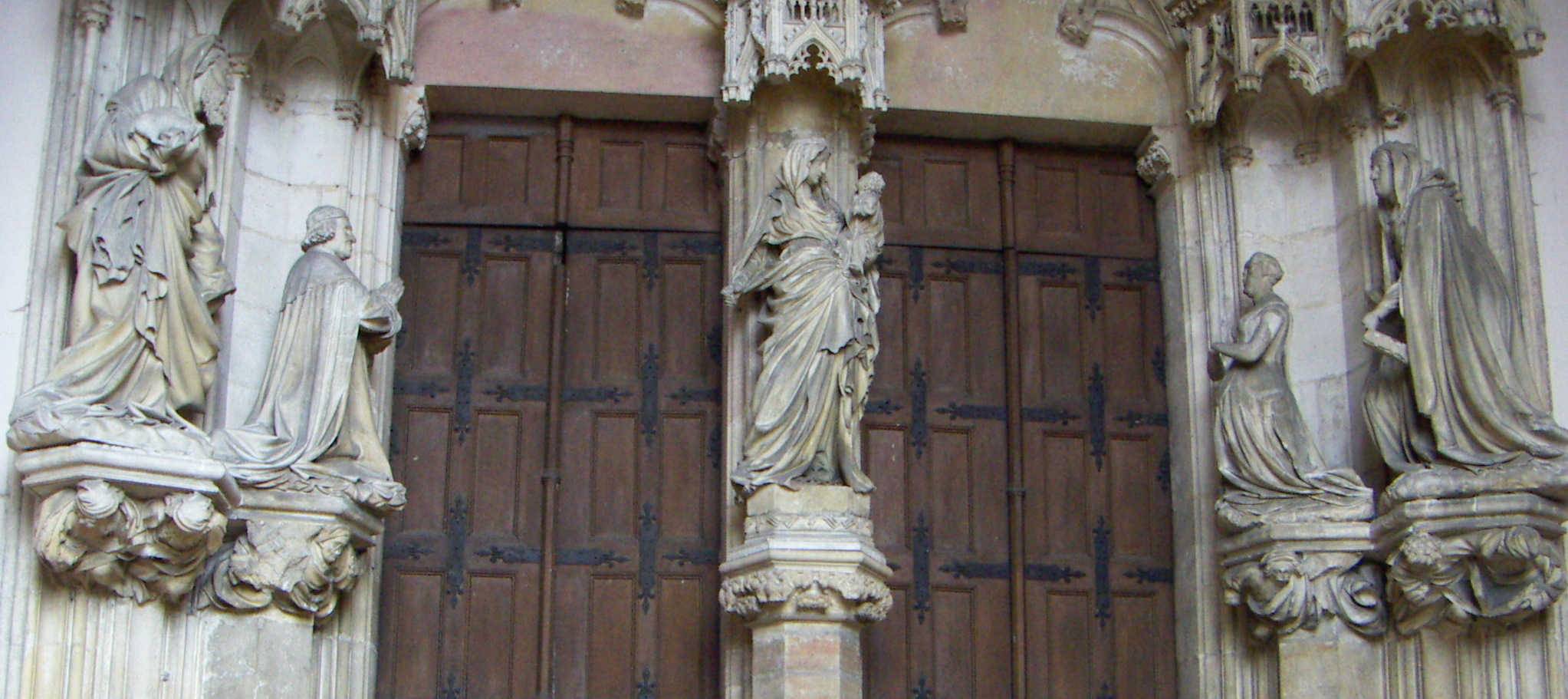
Portal de la iglesia de la Chartreuse con los grupos de Claus Sluter a los lados y la Vierge à l'enfant de Jean de Marville en el le trumeau.

La escultura gótica es el estilo escultórico que corresponde al periodo gótico del arte occidental, y por tanto se extiende desde finales del siglo XII hasta comienzos del siglo XV por la Europa Occidental cristiana. Este estilo que permaneció durante tres siglos aproximadamente en apogeo, nació en dos lugares de gran prestigio religioso, político y cultural la Basílica de Saint Denis y la catedral de Chartres pertenecientes a la Isla de Francia.
Fue un tipo de escultura que evolucionó a partir de la románica y que más adelante se «disolvió» en lo que sería la escultura del renacimiento y el manierismo. La aparición del arte gótico fue vista como una innovación y fue nombrado opus modernum ( obra moderna), siendo la escultura una de sus expresiones más importantes. La escultura gótica nació estrechamente vinculada a la arquitectura, como se observa en la decoración de las grandes catedrales y otros edificios religiosos, pero con el tiempo fue ganando independencia. En una primera etapa se cultivó un estilo austero, estilizado, de proporciones alargadas y con una apariencia general hierática, que quería transmitir espiritualidad, alejándose de la anatomía real de los cuerpos. Pero pronto evolucionó hacia un mayor naturalismo, hacia el realismo, a partir de la asimilación de influencias clásicas y de una observación más atenta de la naturaleza. A pesar de tratarse de forma independiente, la escultura gótica, incluso en sus etapas finales, continuó estando integrada a la decoración arquitectónica.
La historia de la escultura gótica aún tiene puntos oscuros ya que en algunos momentos hubo una destrucción masiva de monumentos y obras de arte medievales, como por ejemplo durante el movimiento iconoclasta que acompañó la Reforma protestante, y en la Revolución Francesa. Por ello, la determinación de la cronología, la genealogía y la distribución y propagación geográfica del estilo tiene vacíos difíciles de obviar. Hay que añadir que cuando el gótico fue bien valorado, a partir de la segunda mitad del siglo XIX, por desconocimiento, se hicieron restauraciones inadecuadas en muchos monumentos.
Entre los escultores franceses o que obraron en Francia importantes de este período se encuentran el Maestro de Naumburg, Pierre Rossignon, Guy de Dammartin, Jacques de Baerze, Evrard d'Orleans, Jean de Marville, Claus Sluter, Antoine Le Moiturier, el Maestro de Rieux, André Beauneveu, Jacques Bachot o Jacques Juliot.

#### Gótico primitivo
La prueba del éxito de la escultura es la gran proliferación de representaciones sagradas que se produjeron durante la fase final del románico. Entre los siglos XI y XII, se establecieron un conjunto de motivos temáticos y unas formas que eran las más adecuadas para transmitir la doctrina religiosa. Ya en el siglo XII, la aparición de la principal iconografía románica, la de la decoración de los tímpanos, coincidió con la llegada de los primeros ejemplos del gótico, junto con la introducción del arco apuntado y el arbotante en la parte arquitectónica.

#### Gótico clásico
Hacia el 1200, el estilo original se transformó impulsado por el creciente interés por el naturalismo, es la segunda etapa de la evolución del gótico, llamada gótico clásico, pleno o protogótico. En esta transición tuvieron un papel importante los artistas del  valle del Mosa, y de forma especial Nicolás de Verdún y Renier de Huy, los primeros grandes maestros de la historia de la escultura gótica, que destacaron por sus trabajos de orfebrería y bronce.

#### Gótico francés
El gótico de los dos primeros periodos, fue una iniciativa, principalmente, del arte producido en Francia, incluso cuando ya tuvo más presencia en otros lugares. Como se perdieron las primeras esculturas realizadas en la basílica de Saint Denis, las estatuas-columnas de la catedral de Chartres son las muestran de los primeros rasgos característicos del naturalismo gótico. En la catedral de Reims, las esculturas poseen una estilística más cercana a la de la figura humana, con las vestiduras que se adaptan al cuerpo, con actitudes y expresiones que reflejan emociones y sentimientos. A partir de mediados del siglo XIV, de acuerdo con la tendencia general europea, se redujo la producción de esculturas monumentales y se realizaron más las de pequeña dimensión. Se enriqueció la temática presente en las estatuas de devoción, con la creación de vírgenes con niños y crucificados, ejemplos que muestran líneas de una gran delicadeza y gracia de carácter ornamental. Las tumbas seguían siendo como las del siglo XIII, pero con las imágenes que reflejaban mejor los retratos de los difuntos, destacando la del rey Carlos V de Francia y sus dos inmediatos sucesores, obras realizadas por André Beauneveu. Carlos V fue un gran mecenas de su tiempo, haciendo de París un importante centro escultórico que favoreció la llegada de artistas flamencos como Jean de Lieja. El hermano del rey , Juan I de Berry duque de Berry, también fue un buen mecenas y en la corte que instaló como alternativa a la de Poitiers y Bourges, contó con los servicios de los escultores Jean de Cambrai y el ya mencionado Beauneveu, entre otros artistas.

## La escultura francesa en elsigloXVI

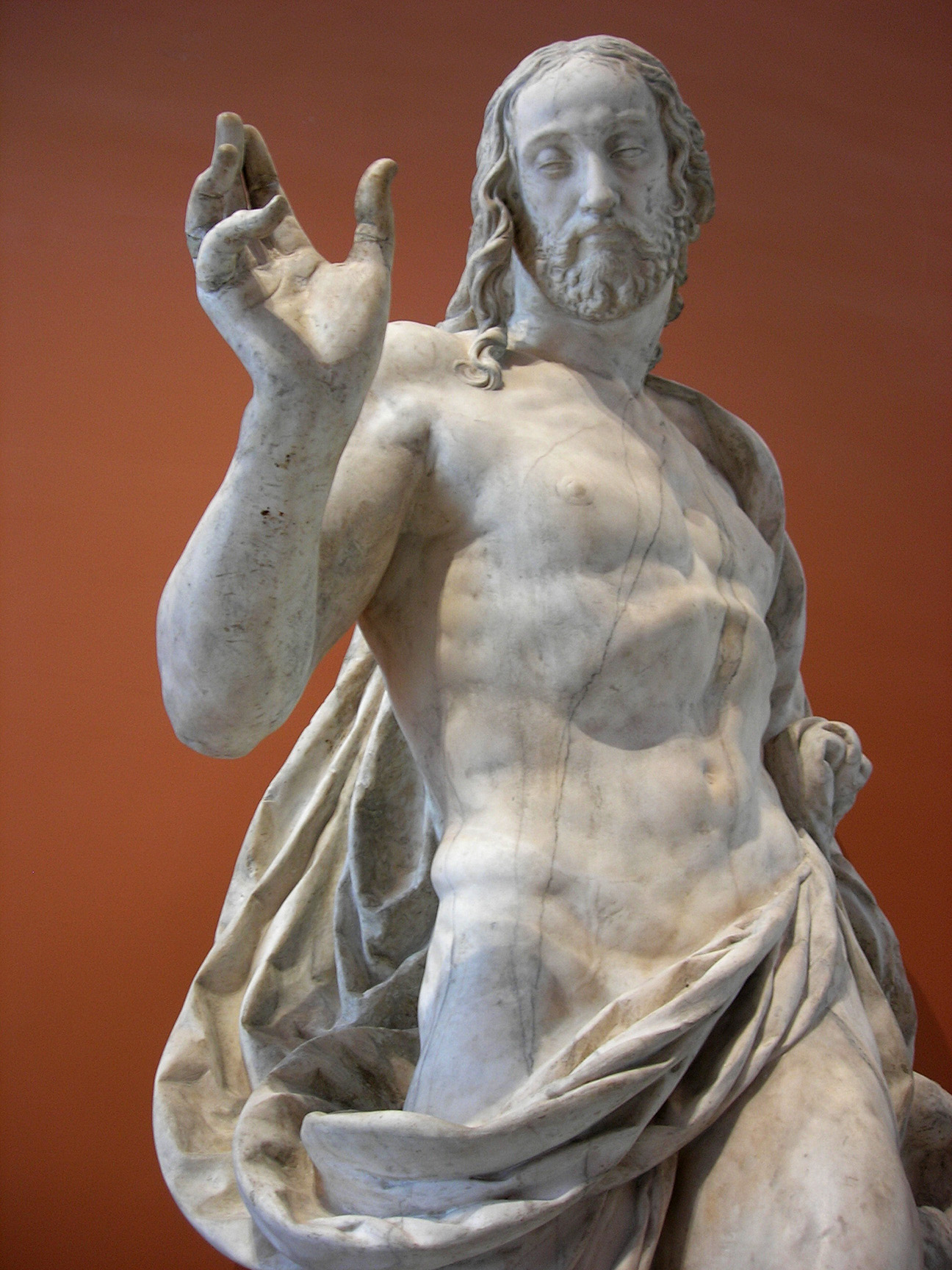
Cristo de la Resurrección (ca. 1572, Louvre), obra de Germain Pilon

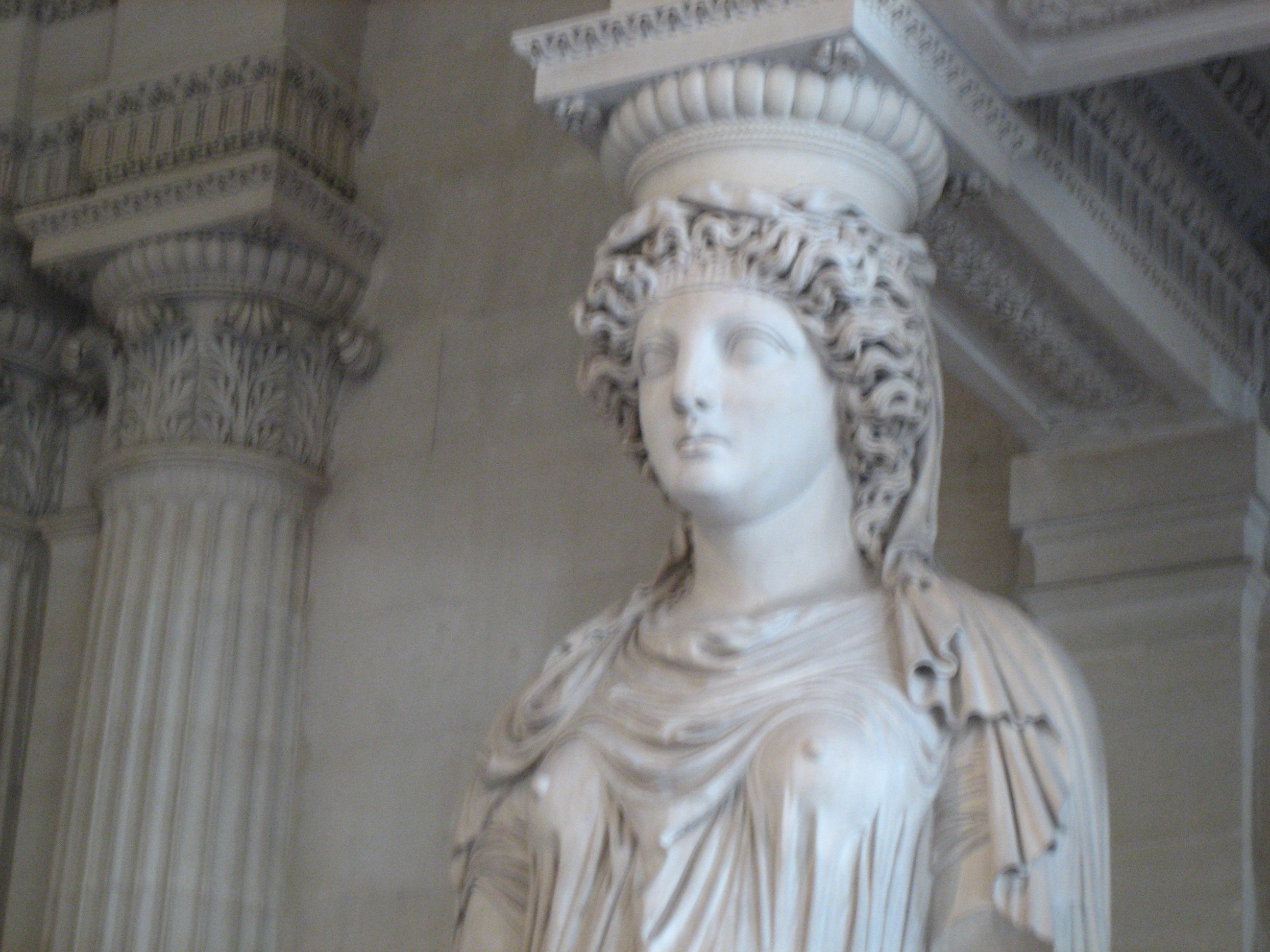
Detalle de una de las cariátides de la sala epónima del palais du Louvre de Jean Goujon. (1551)

El Renacimiento marcó un regreso de la escultura a las formas y temas de la Antigüedad, especialmente a la griega. El renacimiento escultòrico es más precoz que en las otras artes, ya que de hecho, algunos renacentistas incluso tenían esculturas antiguas, mientras que las pinturas habían desaparecido casi totalmente. Esta fue la razón por la cual los comienzos del renacimiento en materia de escultura pueden fecharse, especialmente en Italia, aunque en menor medida en el resto de Europa, incluida Francia, en el siglo XIII .
Muchos artistas se mudaron a Europa, a veces jóvenes y sin regresar a su país de origen (el italiano Domenico del Barbieri, también conocido como Dominique Florentin, que trabajó principalmente en Francia, donde se casó y fue enterrado). Por lo tanto, es imposible concebir «escuelas» nacionales ya que los intercambios fueron intensos. Un ejemplo es el de Pierre de Francqueville , un escultor francés que trabajó en Italia, donde se inició en el manierismo que introdujo en Francia a su regreso. Por otro lado, era muy común que un artista fuera versátil, al mismo tiempo pintor, arquitecto, grabador y escultor: este fue el caso, entre otros, de Pierre Biard l'Aîné, escultor y arquitecto.
Los primeros grandes escultores del Renacimiento, cronológicamente hablando, son italianos. En Francia, en el siglo XVI, un poco más tarde, nacerá una segunda generación de grandes escultores, muy influenciados por el arte italiano.
El interés político de los reyes de Francia por asentar sus dominios en tierras italianas tuvo consecuencias culturales, ya que fueron varios los artistas italianos que a partir de la segunda mitad del siglo XV se establecieron en la corte francesa, siendo Francisco I el principal mecenas de estos artistas, entre los que se encontraba Leonardo da Vinci. Hacia 1460 se estableció en Provenza el escultor Francesco Laurana, al que se considera el introductor del Renacimiento en Francia, que trabajó sobre todo en la parte sur del país. Una de sus esculturas más conocidas es el sepulcro de Carlos IV de Anjou en la catedral de Le Mans.
Uno de los temas más tratados en la escultura francesa de esta época es el del Santo Entierro y los monumentos sepulcrales donde la figura del yacente es tratada con gran realismo. Se representa el difunto como cadáver o incluso en esqueleto; en el momento de la transición, como es el caso del de Juana de Borbón en el Louvre. De este tipo son dos obras realizadas por Ligier Richier con policromía en blanco, negro y gris: el Memorial de René de Chalon en Bar-le-Duc en el que el esqueleto parcialmente descarnado tiende un corazón hacia el cielo; y el demacrado cuerpo yacente de Felipa de Güeldres en la Iglesia des Cordeliers de Nancy. Esta alegoría de la resurrección de los muertos llega mediante el camino de la «terribilità» italiana y del desvelamiento del interior del cuerpo, aunque no presente una anatomía perfecta a los ojos de la ciencia.
Su sobrino Guillaume Regnault, también escultor, le sucedió en el cargo como escultor de la Reina. Su obra maestra son las estatuas yacentes del consejero real Louis Porcher y su esposa, hoy en el Museo del Louvre.
Otros maestros franceses dignos de mención son Jacques Dubrœuq, Ponce Jacquiot, Pierre Bontemps o, a finales de siglo, Guillaume Dupré.

## La escultura francesa en elsigloXVII

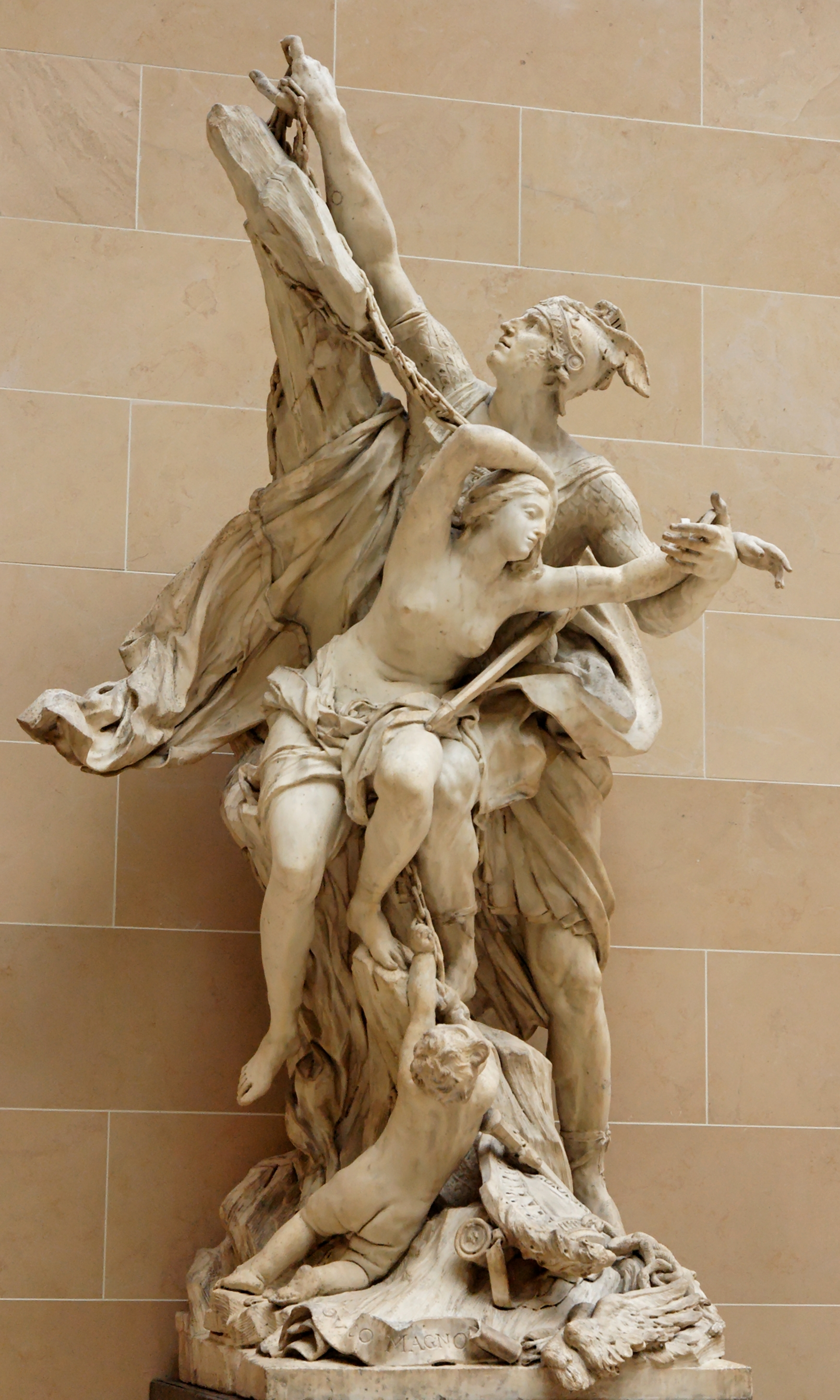
Persée et Andromède, de Pierre Puget - Encargo de Luis XIV para los jardines de Versalles, 1684

La escultura francesa en el siglo XVII, desarrollada por primera vez en continuidad con la del siglo anterior y en el seno de châteaux y mansiones privadas, así como en la estatuaria funeraria bajo e el reinado de Luis XIII y la regencia de Ana de Austria, luego se desarrolló especialmente en Versalles, por iniciativa del joven Luis XIV que deseaba ver su nuevo palacio adornado con las obras más bellas.

### Escuela tradicional
La escuela tradicional está unida a Goujon y Pilon del siglo pasado y sufrió influencias italianas y flamencas, especialmente con Simon Guillain. También son destacables Jean Varin, medallista brillante, o, en la estatuaria funeraria, la moda del orante arrodillado, forma que ya existía en el XVI, retomada en particular por Thomas Boudin y Michel Bourdin.

### El primer equipo de Versalles
El primer equipo de Versalles, que trabaja en un tipo decorativo italiano, estaba animado por Jacques Sarrazin y sus alumnos, entre ellos Gilles Guérin, Louis Lerambert o Philippe de Buyster, los mejores representantes de esta corriente son los hermanos François y Michel Anguier.

### El segundo equipo de Versalles
El segundo equipo de Versalles, cuyo papel era decorar Versalles y los palacios reales desde 1661, incluía a escultores como François Girardon, Antoine Coysevox, Nicolas Coustou, los hermanos Balthazar y Gaspard Marsy y especialmente Pierre Puget, celebrado muy temprano como «el Miguel Ángel de Francia», genio barroco (del que fue uno de los introductores en Francia) y uno de los principales representantes del espíritu clásico francés del Gran Siglo en la escultura.

## La escultura francesa en elsigloXVIII

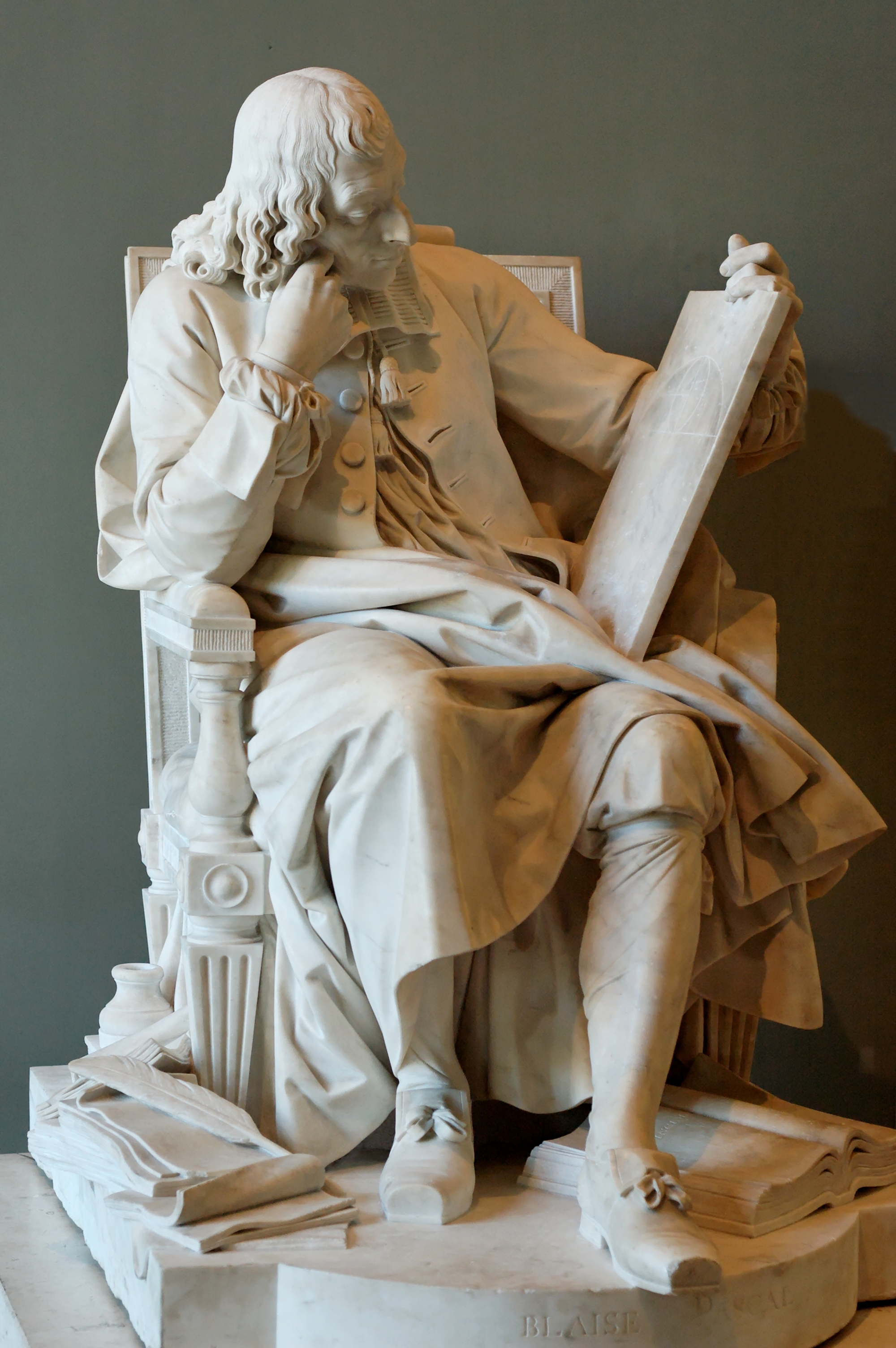
Blaise Pascal, de Augustin Pajou, 1785, museo del Louvre.

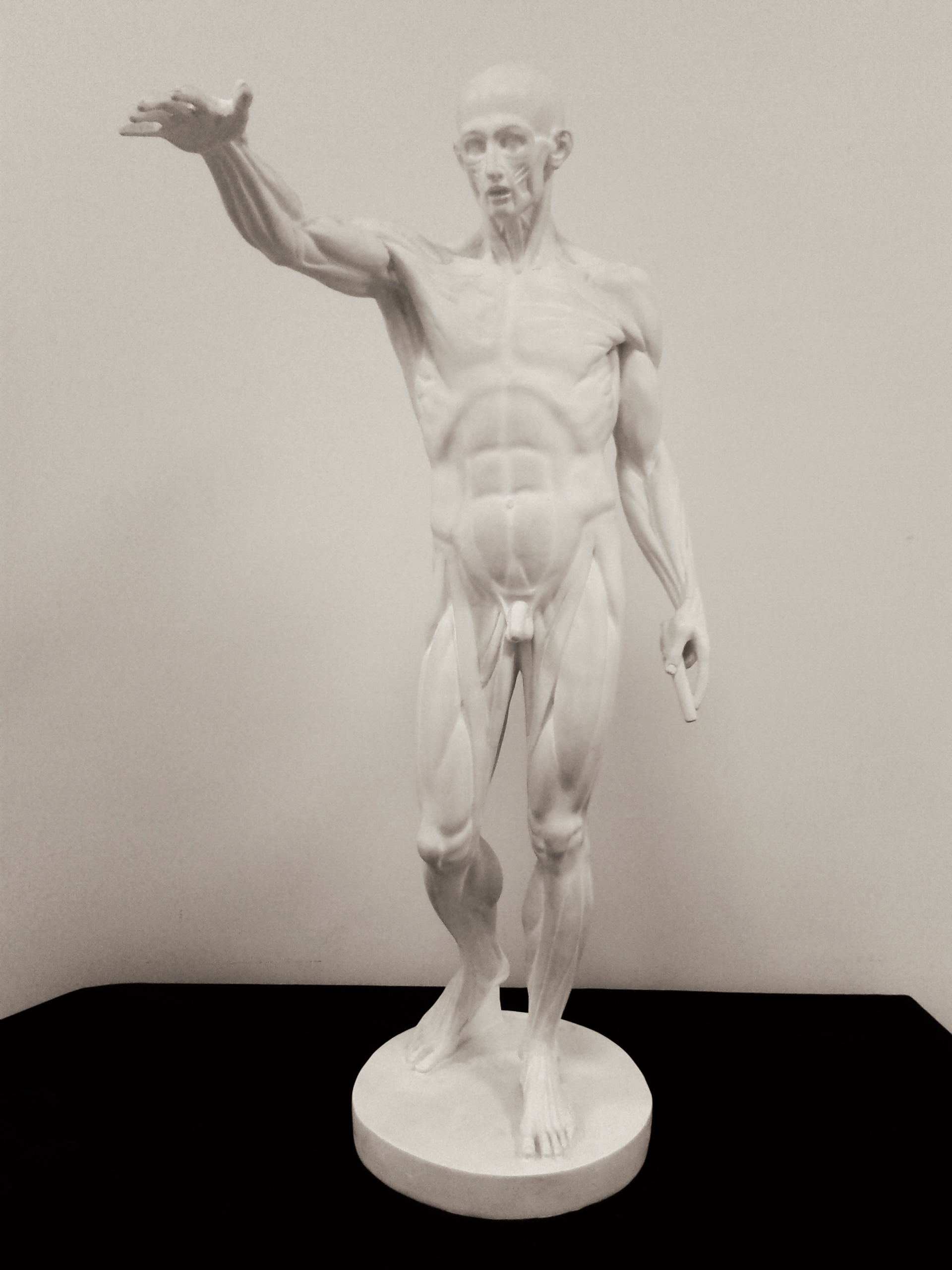
Écorché, bras droit tendu devant de Jean-Antoine Houdon (1766-1767)

La escultura francesa del siglo XVIII estuvo marcada por una renovación del estilo y una nueva creatividad, que colocó al arte de la escultura como un mascarón de proa en la constitución del arte «rocaille». Se aleja cada vez más de lo antiguo y de los principios académicos, careciendo a veces de grandeza, y se vuelven a menudo hacia la maniéré, pero dotada de mucha gracia en los pequeños temas de género.
Uno de los escultores más importantes de este período fue Jean-Antoine Houdon, apasionado de la anatomía y famoso por la representación realista de sus obras. Otros escultores importantes de este período fueron Lambert Sigisbert Adam, que trabajó en la fuente de Neptuno en el parque de Versalles; Guillaume Coustou, hermano de Nicolas Coustou y padre de Guillaume Coustou (hijo), ambos también escultores de renombre; Étienne Maurice Falconet, autor del Monumento a Pedro el Grande, llamado Le Cavalier de bronze, en San Petersburgo; Jean-Baptiste Pigalle, que dio su nombre al distrito de Pigalle en París; Jean-Baptiste Bouchardon y sus hijos Jacques-Philippe y Edmé Bouchardon, autor de la fuente de la rue de Grenelle; Jean-Jacques Caffieri, quien ejecutó una gran cantidad de bustos y estatuillas; Augustin Pajou, cuya Psique está en el Museo del Louvre; Jean-Guillaume Moitte, autor de numerosas esculturas y bajorrelieves para los monumentos de la capital; Jean-Baptiste Lemoyne, retratista designado del rey Luis XV y su estatuaria monumental; hermanos Paul-Ambroise y Michel-Ange Slodtz; Pierre Julien, Alfred Barye y Emile Guillenin del que una gran parte de obras se conservan en el Museo del Louvre en París y en el Museo Crozatier en Puy-en-Velay, Monnot, Legros, etc.

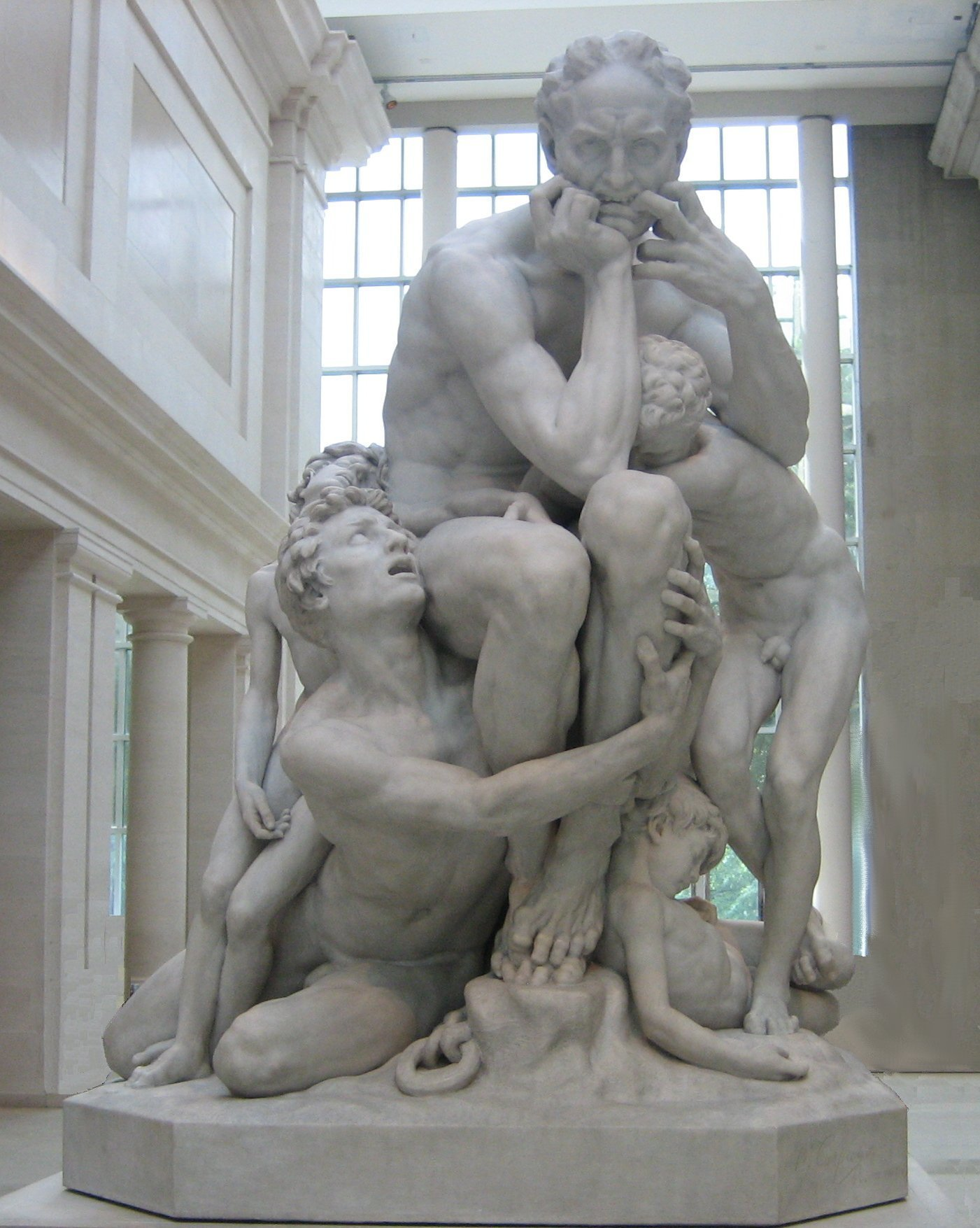
Ugolin et ses fils de Jean-Baptiste Carpeaux

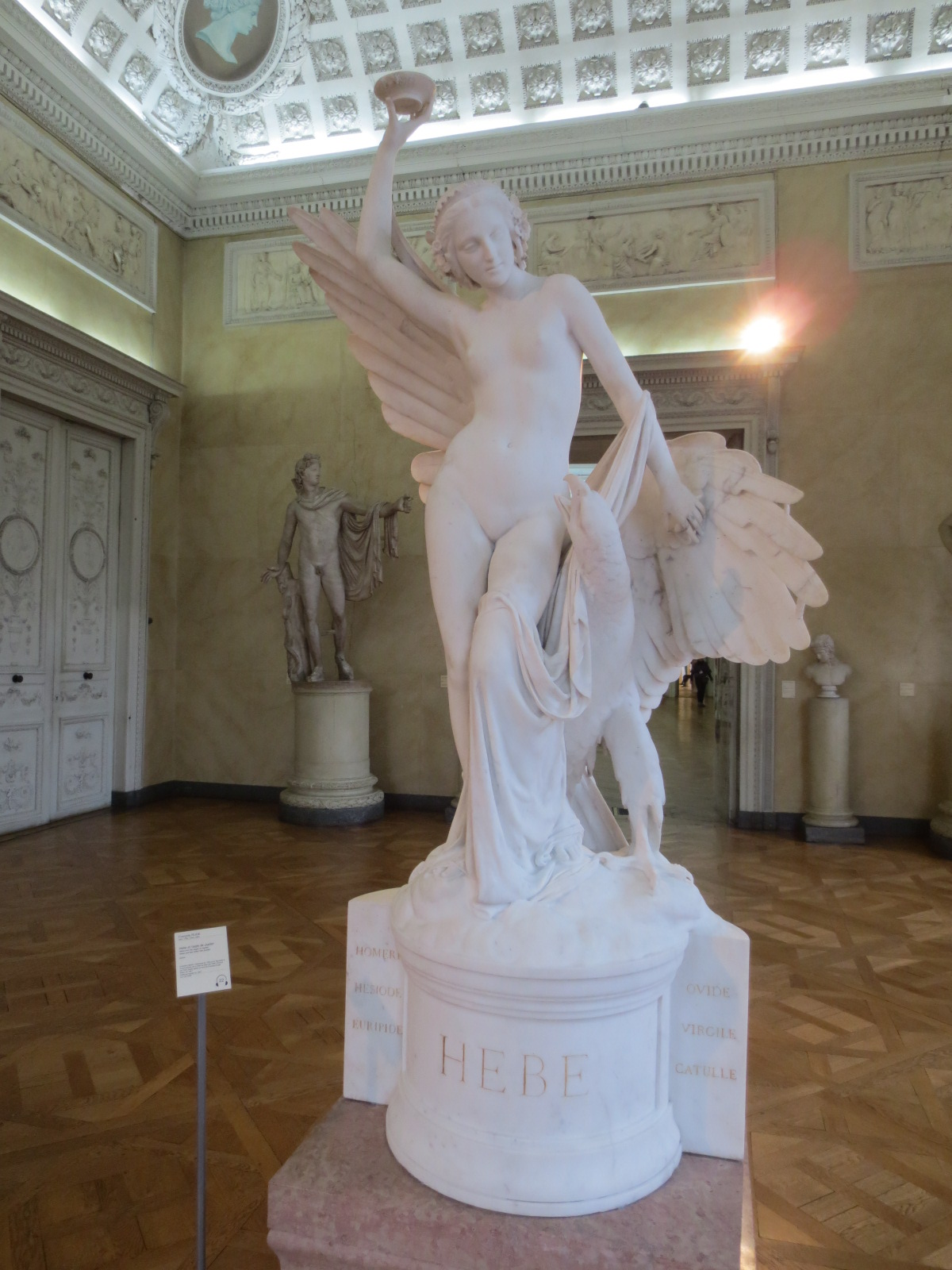
Hébé et l'Aigle de Jupiter de François Rude